# Washington, D.C.
Washington, D.C. (pronunciado em inglês: [ˈwɒʃɪŋtən diː siː, ˈwɔːʃɪŋtən diː siː] (escutarⓘ)) é a capital e o distrito federal dos Estados Unidos. D.C. é a abreviatura de Distrito de Colúmbia (District of Columbia), onde a cidade está localizada. A cidade de Washington e o Distrito de Columbia são coextensivos entre si, governados por um único governo, caso único no país, e por isto mesmo, são comumente considerados uma mesma entidade administrativa. Isto não foi sempre o caso, visto que outras cidades existiram dentro dos limites do Distrito de Colúmbia até 1871, quando foram gradualmente fundidas com Washington, D.C. através de um Ato do Congresso.
A cidade tem dois nomes históricos, Federal City e Washington City. O Distrito de Colúmbia, formado oficialmente em 16 de julho de 1790 é o distrito federal dos Estados Unidos, como especificado pela constituição, com limitado poder local. O Congresso tem autoridade absoluta sobre seu legislativo, o qual possui poder de veto. Os habitantes de Washington não possuem representantes com o poder de voto no Congresso.
Washington, D.C. foi formada através de terras cedidas pelos Estados de Maryland e Virgínia. Em 1847, a região que fora cedida pela Virgínia foi devolvida, quase a totalidade dessa área compõe atualmente o Condado de Arlington. A construção de Washington iniciou-se em 1792, sendo inaugurada em 1800, no mesmo ano em que tornou-se a capital norte-americana. Washington foi nomeada em homenagem ao primeiro Presidente dos Estados Unidos, George Washington, enquanto que o termo District of Columbia deriva de um antigo nome poético dos Estados Unidos, Colúmbia.
Washington, D.C. está situado no leste do país na margem norte do Rio Potomac. Segundo o censo nacional de 2020, a sua população tem quase 690 mil habitantes, enquanto que sua região metropolitana possui cerca de 6,4 milhões de habitantes (quase 10 milhões juntamente com a região metropolitana de Baltimore, localizado a 100 km de Washington). É a 20ª cidade mais populosa do país. Washington abriga as sedes dos três braços do governo dos Estados Unidos, o Legislativo, o Executivo e o Judiciário. Além disso, a cidade abriga também as sedes do Fundo Monetário Internacional, do Banco Mundial, da Organização dos Estados Americanos, entre diversas outras instituições nacionais e internacionais.

## História
Nativos americanos viviam na região do Distrito de Colúmbia pelo menos quatro mil anos antes da chegada dos primeiros exploradores europeus. John Smith foi um dos primeiros exploradores europeus a visitar a região. Smith explorou a região em 1608 e encontrou os nacotchtank, um grupo nativo que falava um idioma algonquino.

### Fundação
No início de sua independência (1776), os Estados Unidos não tinham uma capital fixa e as reuniões do Primeiro Congresso Continental, do Segundo Congresso Continental, do Congresso da Confederação e da Convenção Constitucional se deram em nove cidades diferentes. Em 1783, um motim durante uma reunião do Congresso em Filadélfia forçou os congressistas a saírem da cidade no que ficou conhecido como Motim da Pensilvânia de 1783. As autoridades locais se recusaram a enfrentar o motim e a necessidade de uma capital independente dos estados foi discutida na Convenção de Filadélfia em 1787. No artigo primeiro da constituição incluiu-se o poder do Congresso governar plenamente um distrito a ser estabelecido como sede do governo federal.

Plano de Pierre Charles L'Enfant para a nova cidade

Entretanto a constituição não estabelecia o local específico onde seria o distrito. Houve um conflito de interesses entre as regiões norte e sul dos Estados Unidos para a localização do distrito. Os estados do norte preferiam a capital em uma das grandes cidades do país, todas pertencentes ao norte. Enquanto os estados do sul favoreciam uma capital mais próxima de seus interesses escravocratas e agrícolas.
Alexander Hamilton, o então Secretário do Tesouro, e Thomas Jefferson, Secretário de Estado, chegaram a um acordo sobre esta disputa. Hamilton propôs a federalização das dívidas contraídas ao longo da guerra de independência pelos estados. Os estados do sul já haviam pago a maior parte das dívidas. O acordo então foi a federalização das dívidas em troca da localização da capital em um estado mais ao sul. Isto resultou na Residence Act, em 1790, que deu ao então Presidente americano, George Washington, o poder de escolher o local onde seria construída a nova capital americana.
George Washington escolheu, em 1791, uma área de 259 km² na margem do Rio Potomac, entre os Estados de Maryland e Virgínia, onde a vila de Georgetown estava localizada. O local escolhido por Washington ficava a escassos quilómetros da sua casa, no Mount Vernon, Virgínia.

### Construção

O Capitólio dos Estados Unidos ainda em construção em 1861

George Washington contratou Pierre Charles L'Enfant, um engenheiro francês, para a criação planeada da cidade. Uma das dificuldades foi a relutância dos ricos proprietários de terra da região escolhida em vender suas terras. Outra dificuldade foram os atritos entre L'Enfant e oficiais governamentais americanos e os proprietários de terra da região, que fizeram com que L'Enfant fosse dispensado por Washington antes do término da construção da cidade.[carece de fontes?]
Os planos e desenhos de Pierre Charles L'Enfant previam uma cidade centralizada no Capitólio dos Estados Unidos cruzada por avenidas diagonais nomeadas com nomes dos Estados do país. Os cruzamentos destas avenidas com ruas correndo num sentido norte-sul e leste-oeste seriam efetuados mediante rotundas cujos nomes homenageariam grandes personalidades americanas. Outra ideia seria a construção de um enorme parque na margem norte do Rio Potomac, que constituía o atual National Mall, construído somente no início do século XX. Enquanto a cidade de Washington era construída, George Washington e o Congresso americano governavam o país a partir de outras cidades escolhidas temporariamente como capital federal.[carece de fontes?]
Graças a Andrew Ellicott e a Benjamin Banneker, que possuíam os planos e desenhos de L'Enfant, a construção da cidade continuou, e o Distrito de Columbia foi finalmente inaugurado como capital permanente dos Estados Unidos, em 1800. O governo federal decidira nomear a capital dos Estados Unidos como Washington, District of Columbia; com Washington sendo o nome da cidade, nomeada em homenagem a George Washington, não apenas pelo papel que este teve na criação da cidade, bem como para a história dos Estados Unidos como um todo; e Distrito de Columbia como o nome do distrito federal americano, em homenagem a Cristóvão Colombo, a quem é atribuída a descoberta do continente americano.[carece de fontes?]

### Século XIX
Quando Washington, D.C. foi inaugurada, uma nova emenda na Constituição americana deu ao Congresso federal o poder de governar diretamente o Distrito de Colúmbia. O Congresso federal estabeleceu um governo de caráter regional para Washington, com a criação de um Conselho municipal, cujos membros eram eleitos diretamente pelos habitantes. O prefeito, porém, era escolhido diretamente pelo presidente. Foi apenas em 1820 que os habitantes da Washington teriam o direito de escolher o prefeito da cidade. Porém, desde a sua inauguração, todos habitantes que moravam dentro do Distrito de Columbia não tinham o direito de escolher o presidente dos Estados Unidos nas eleições nacionais, direito que foi concedido apenas em 1961.[carece de fontes?]

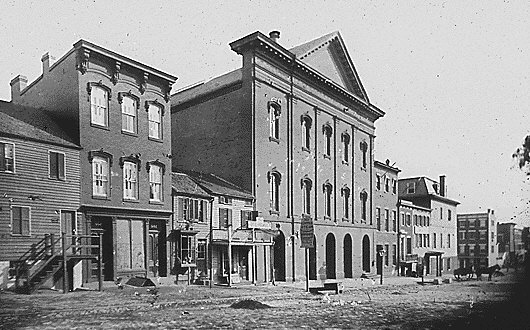
Teatro Ford no século XIX, local do assassinato do presidente estadunidense Abraham Lincoln em 1865

Em agosto de 1814, na Guerra de 1812, tropas britânicas invadiram a capital americana, tendo partido do Canadá, e incendiaram as principais estruturas da cidade. O presidente dos Estados Unidos e os membros do Congresso federal já haviam saído da cidade, e o moral da população atingiu um nível muito baixo; as tropas americanas encarregadas de defender a capital fugiram antes de serem atacadas pelos britânicos. Após o fim da guerra, discutiu-se a transladação da capital para um local menos vulnerável a ataques militares, mas os habitantes da cidade persuadiram o Congresso a ficar na cidade. Washington passou por um processo de reconstrução, que terminou em 1819. As paredes externas da Mansão Presidencial, chamuscadas no ataque britânico, foram pintadas de branco para que as manchas negras das paredes queimadas ficassem escondidas. Esta mansão é atualmente conhecida como a Casa Branca.[carece de fontes?]
Quando Washington foi inaugurada como capital, previa-se que a cidade seria um importante centro industrial e comercial, além da natural posição de centro político mais importante dos Estados Unidos. Porém, muitas cidades na região, como Boston, Charlotte, Filadélfia, Nova Iorque e especialmente Baltimore, a maior cidade de Maryland, impediram um rápido crescimento populacional de Washington. A população de Washington ficou em torno de apenas 50 mil habitantes até o fim da década de 1840, e muito do terreno do Distrito de Columbia não era usado. No seu tórrido verão, Washington ficava praticamente deserta. Em 1846, o Congresso Federal decidiu devolver a área ao sul do Rio Potomac para o estado de Virgínia.[carece de fontes?]

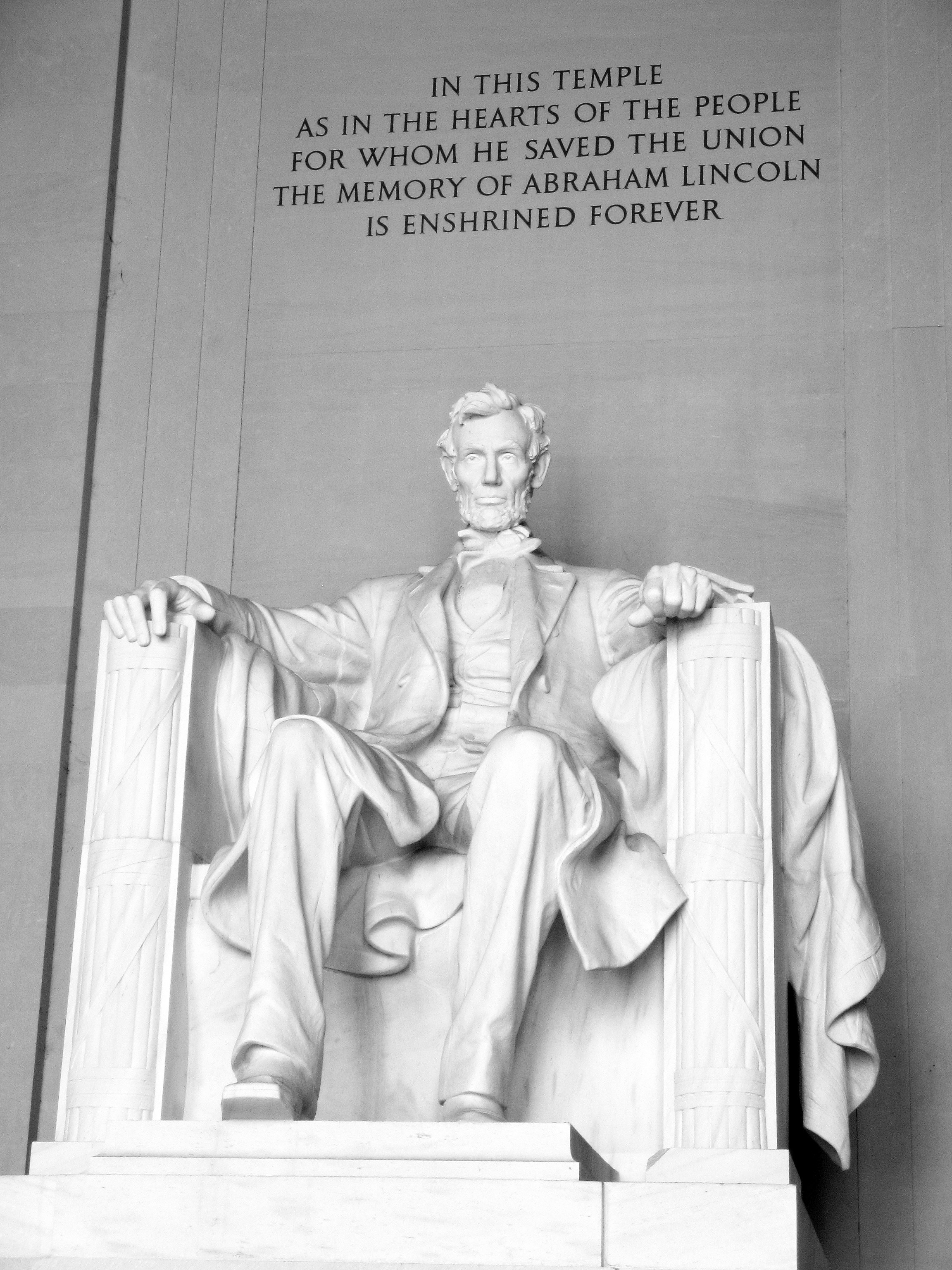
O Lincoln Memorial, que homenageia Abraham Lincoln, um dos Presidentes americanos mais famosos do país, e que foi assassinado na cidade

Uma questão controversa na nova capital dos Estados Unidos era a escravidão. Washington está localizada na Região Sul dos Estados Unidos, onde o uso de escravos era intensivo. Foi com o trabalho dos escravos que muito da cidade foi construído, incluindo as estruturas governamentais e vias públicas. Mas grande parte do país era contra a escravidão, especialmente a população dos Estados do norte. Em 1850, uma lei federal proibiu o comércio escravo em Washington, e a escravidão seria definitivamente abolida pelo presidente americano Abraham Lincoln, em 1862, quando a Guerra Civil Americana já havia começado dois anos antes. Proprietários de escravos que decidiram ficar do lado da União nortista (composta por Estados que apoiavam a abolição da escravidão), e leais ao Presidente americano foram recompensados com 300 dólares por escravo libertado.
Washington está localizada logo ao norte da Virgínia, um Estado do Sul confederado, e era altamente vulnerável a um eventual ataque sulista. Abraham Lincoln criou uma força militar, o Exército do Potomac, com o objetivo de defender Washington, a capital dos Estados da União. Embora não fosse necessário, uma vez que uma capital temporária pudesse ser escolhida em um local menos vulnerável, Lincoln e a maioria do Congresso da União decidiram que a capital da União deveria continuar a ser Washington.[carece de fontes?]
A necessidade de defender a capital da União fez com que a população de Washington crescesse rapidamente. Com 60 mil habitantes no começo da Guerra Civil, Washington chegou aos 120 mil no final da guerra. Milhares de soldados protegiam Washington, milhares de pessoas vinham de outras regiões dos Estados Unidos que, empenhadas em ajudar nos esforços de guerra, se dirigiam à cidade, bem como milhares de afro-americanos, fugindo da escravidão, vindos dos estados confederados do sul. Este crescimento provocou a falta de abrigos e sistemas de saneamento público, como os esgotos, que pararam de responder de forma eficiente à população da cidade. Após o fim da guerra, o governo americano, através de um novo plano diretor, reformou grande parte da cidade, e estes problemas foram resolvidos. O presidente Lincoln foi assassinado em 14 de abril de 1865, apenas alguns dias antes do término da guerra, no Ford's Theatere, por John Wilkes Booth.

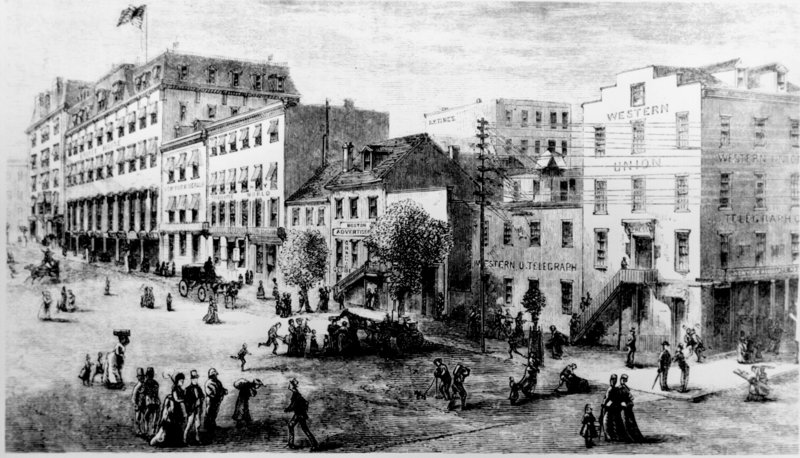
Washington em 1876

Desde a década que precedeu a Guerra Civil Americana, subúrbios começaram a se desenvolver nas imediações da cidade de Washington, em terras não desenvolvidas do único condado do Distrito, o Condado de Washington, mas dentro dos limites do Distrito, tornando difícil administrar o Distrito como uma única entidade administrativa. Em 1871, o Congresso fez do Distrito de Columbia um território governamental, com representantes das três entidades existentes dentro do Distrito, Washington, Georgetown e o Condado de Washington, e governadas por um governador, Alexander Sheppard, pessoalmente escolhido pelo Presidente americano. Sheppard era o principal administrador do programa de planejamento urbano. Porém, Sheppard não apenas controlou ineficientemente as finanças do Distrito, gastando muito além do necessário, mas também foi acusado de desonestidade e corrupção.
Em 1874, o Congresso criou um comité para investigar as finanças do governo do território. O comité descobriu que o território governamental de Columbia estava com uma dívida de 20 milhões de dólares, e o Congresso decidiu aboli-lo. O Distrito de Columbia passaria a ser administrado por três pessoas, diretamente escolhidas pelo Presidente, e que tinham por lei o controle absoluto na administração do Distrito de Columbia. Por um longo período, a população de Washington não teria o direito de escolher os membros do governo regional, um caso único entre as cidades dos Estados Unidos. A cidade de Georgetown e o Condado de Washington foram fundidas com Washington em 1878, e os nomes das ruas de ambos foram modificadas, para atender às especificações do plano diretor de L'Enfant. Com a fusão, a cidade de Washington adquiriu as suas fronteiras atuais. A fusão tornou os limites da cidade de Washington coexistentes com o Distrito de Colúmbia. Em 1888, o Monumento de Washington foi inaugurado na cidade.

### Século XX

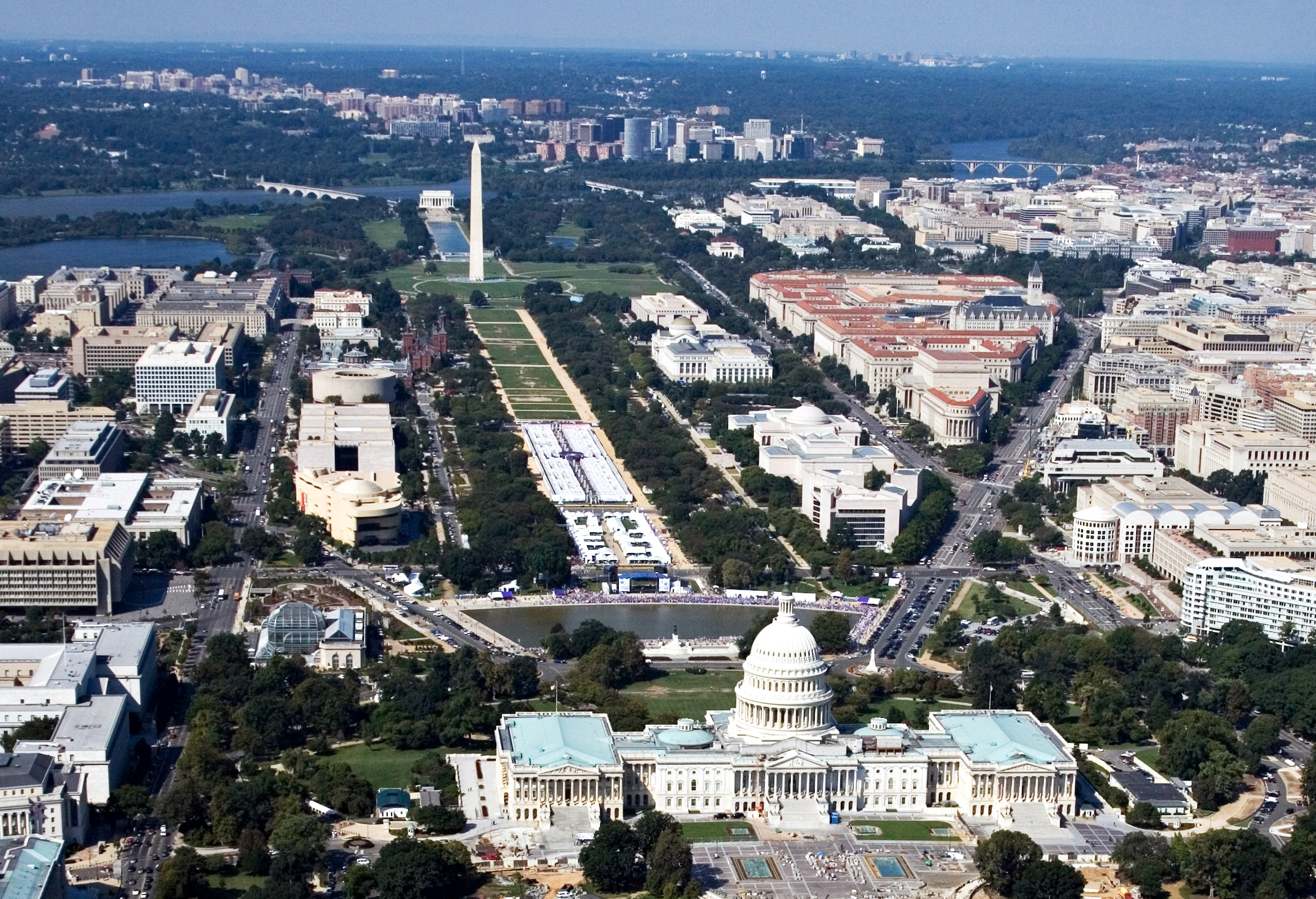
O National Mall, construído no início do século XX, é um imenso parque localizado no centro da cidade

O National Mall foi planeado e construído no início do século XX, numa enorme área entre o Capitólio dos Estados Unidos e o Monumento de Washington. Washington cresceu bastante durante a Primeira Guerra Mundial, quando o governo federal passou a precisar de mais trabalhadores para o desenvolvimento dos planos de esforços de guerra. Com 350 mil habitantes em 1915, Washington passou a ter cerca de 450 mil após o término da guerra. Esta explosão populacional causou muitos problemas para vários serviços públicos: falta de abrigos, alto valor da terra e escolas superlotadas, com classes muitas vezes possuindo 60 ou mais estudantes, foram problemas que abateram Washington nos anos que se seguiram à primeira guerra mundial.[carece de fontes?]
Ao contrário de outras cidades americanas, Washington não sofreu com a Grande Depressão. Pelo contrário, foram desenvolvidos mais planos pelo governo federal, com o objetivo de minimizar os efeitos da Depressão no país, e criados mais empregos, que fizeram com que a população da cidade crescesse rapidamente mais uma vez. De 486 869 habitantes em 1930, Washington passou a ter 663 081 em 1940. Mais crescimento seguiu-se aos anos da Segunda Guerra Mundial, e Washington atingiu os cerca de 800 mil habitantes ao término da Segunda Guerra Mundial. Durante a guerra, o Pentágono foi construído.[carece de fontes?]
Desde a década de 1950, a população de Washington tem caído gradualmente, após o máximo de 800 mil atingido em 1945. Porém, a população dos subúrbios de Washington, D.C. continuou a crescer. A dessegregação racial das instituições de ensino da cidade, ordenada pela Suprema Corte em 1954, foi uma das duas principais razões que fizeram com que muitas famílias brancas se mudassem para os subúrbios de Washington. A outra eram as altas taxas de criminalidade da cidade - que persistem até tempos atuais, dentro da cidade propriamente dita. Em 1950, quatro nacionalistas porto-riquenhos abriram fogo na Câmara dos Representantes dos Estados Unidos. Cinco pessoas ficariam feridas.[carece de fontes?]

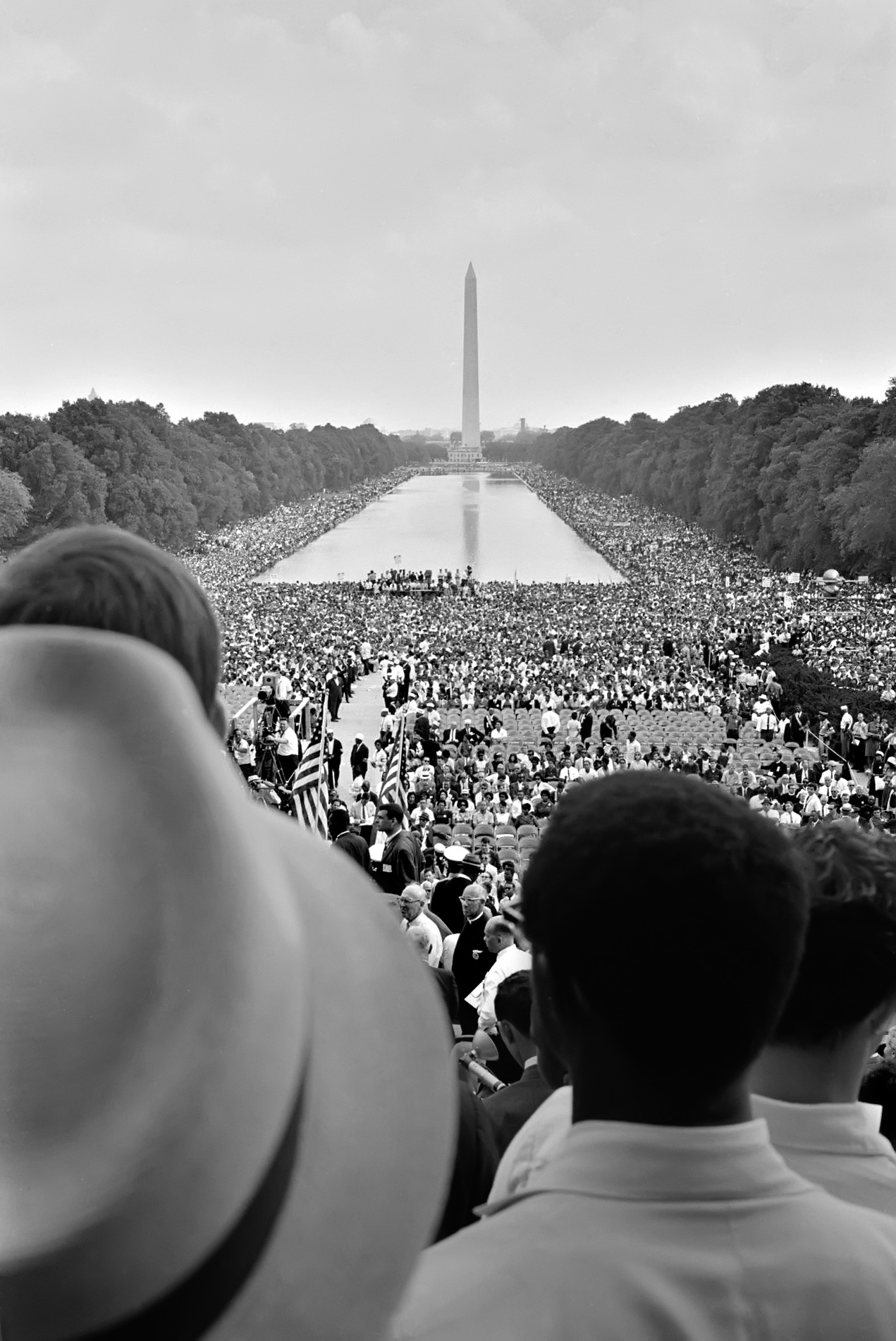
Multidão reunida em volta do espelho d´água do National Mall em 1963, durante a Marcha sobre Washington

Após o fim da Segunda Guerra Mundial, muitos dos habitantes de Washington exigiram votações diretas no Distrito de Colúmbia, para escolha dos principais oficiais regionais. Muitos desses habitantes também queriam o direito de participar das eleições nacionais, como a que elege o presidente. Em 1961, o Congresso e os estados do país aprovaram uma emenda constitucional que deu aos habitantes de Washington o direito participar nas votações nacionais.
Em 1967, o então Presidente Lyndon Johnson reorganizou o sistema governamental de administração do Distrito de Columbia, com um prefeito e um Conselho local. Porém, tanto o prefeito como os membros do Conselho municipal continuaram a ser escolhidos pelo presidente. Johnson escolheu Walter Washington para ser o primeiro prefeito de Washington. Walter Washington tornou-se o primeiro afro-americano a governar uma cidade de grande porte dos Estados Unidos. Em 1968, após o assassinato de Martin Luther King, Washington foi abalada por um grande motim popular, entre 4 de abril e 8 de abril. Mais de 20 mil pessoas, a grande maioria afro-americanos da classe baixa, causaram grande destruição pela cidade, o que afastou ainda mais as famílias brancas da cidade, bem como afro-americanos da classe média, que se mudaram para cidades vizinhas.
A partir da década de 1970, um número crescente de pessoas do Distrito de Columbia passou a suportar um movimento cujo objetivo era fazer com que o Distrito de Columbia se tornasse um estado próprio dentro dos Estados Unidos, o que foi aprovado pelo Congresso em 1978, ratificado pelos habitantes da cidade em 1982 mas não ratificado por vários Estados do país, sendo finalmente rejeitado pelo Senado em 1992. Em 1973, o Congresso deu aos habitantes de Washington, D.C. o direito de elegerem o prefeito da cidade, bem como os membros do conselho local, pela primeira vez, em mais de um século. Em 1974, os habitantes da cidade elegeram Walter Washington como prefeito da cidade, anteriormente prefeito da cidade por indicação presidencial.[carece de fontes?]
Washington sofreu uma grande crise financeira entre 1994 e 1995, e o Congresso decidiu remover parte dos poderes municipais de Washington. O Congresso dissolveu o Conselho local, removeu os poderes governamentais do Distrito de Columbia e criou um Conselho Financeiro, onde seus membros seriam escolhidos diretamente pelo Presidente americano, e o Distrito de Columbia passaria a ser controlado novamente pelo Congresso americano. Em 1999, o Congresso restituiu à cidade parte dos poderes administrativos removidos em 1995, sendo o restante destes poderes de administração municipal devolvidos em 2001.[carece de fontes?]

### Século XXI

O Pentágono depois dos ataques de 11 de setembro

Em 11 de setembro de 2001, a região metropolitana de Washington foi alvo dos ataques de 11 de Setembro, onde um Boeing 757 atingiu o Pentágono (localizado em Arlington), destruindo-o parcialmente, e matando 125 pessoas (mais os 64 a bordo da aeronave). Após estes ataques, o Distrito de Columbia foi alvo de um ataque de antraz, por correspondência contendo a bactéria que infectou 20 pessoas e matou cinco delas. Em novembro de 2003 e em fevereiro de 2004, a toxina ricina foi encontrada, respectivamente, nas caixas de correios da Casa Branca e de Bill Frist.
Ao longo de outubro de 2002, John Allen Muhammad e Lee Boyd Malvo espalharam terror pela cidade, ao matar dez pessoas e ferir gravemente outras três. Atuaram juntos, escolhendo suas vítimas ao acaso, e atacando-as de longe, atingindo-as com um único tiro, usando um rifle como arma. Ambos foram presos em 24 de outubro, sendo que Muhamad posteriormente foi condenado à morte, e Malvo, por ser menor de idade quando cometera seus crimes, foi condenado à prisão perpétua.[carece de fontes?]
Parcialmente por causa dos atentados de 11 de setembro e do antraz, Washington e cidades vizinhas esforçaram-se em aumentar a segurança da região. Equipamentos detetores de agentes biológicos, detetores de metais e barreira de veículos são atualmente comuns em edifícios comerciais e governamentais da cidade. Após os atentados de 11 de março de 2004 em Madrid, autoridades de Washington decidiram testar detetores de explosivos no vulnerável sistema de metro da cidade. Alarmes falsos por causa de produtos químicos suspeitos, que poderiam ser explosivos ou agentes biológicos em potencial, fizeram com que a evacuação de prédios, estações de metro e postos de correio se tornasse relativamente frequente.[carece de fontes?]
Quando forças militares americanas invadiram uma casa suspeita de abrigar terroristas no Paquistão, foram encontradas informações (relativamente antigas) sobre ataques em Washington, D.C., nas cidades de Nova Iorque e Newark. Como consequência, em 1 de agosto, Washington, D.C. foi colocada em estado de alerta. Alguns dias depois, diversos pontos de segurança foram criados dentro e em torno do Morro do Capitólio, e várias cercas foram erguidas em monumentos anteriormente livremente acessíveis, tais como o Capitólio. Excursões para a Casa Branca poderiam ser realizadas somente através de um membro do Congresso, e o número de detetores de agentes biológicos e metais, bem como barreiras de veículos, em estruturas governamentais e facilidades de transportes, aumentaram drasticamente. Isso levou a protestos por parte de manifestantes que não aceitavam o "encerramento de Washington" por causa de informações relativamente antigas. As inspeções veiculares instituídas em torno do Capitólio foram removidas em novembro de 2004.[carece de fontes?]

## Geografia

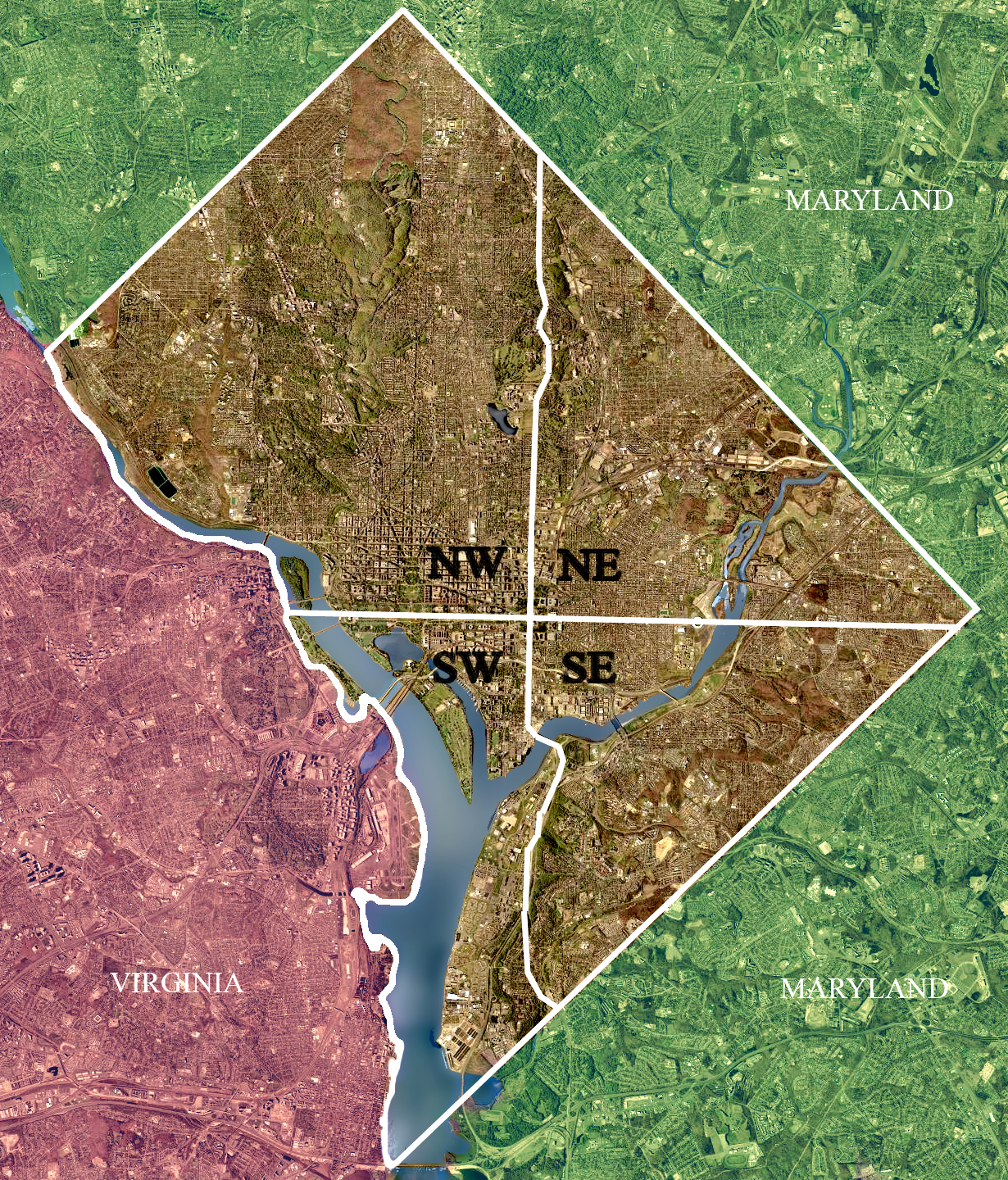
Imagem de satélite do Distrito de Columbia. As linhas brancas indicam as ruas que dividem Washington em quatro diferentes quadrantes, todas partindo do Capitólio de Washington

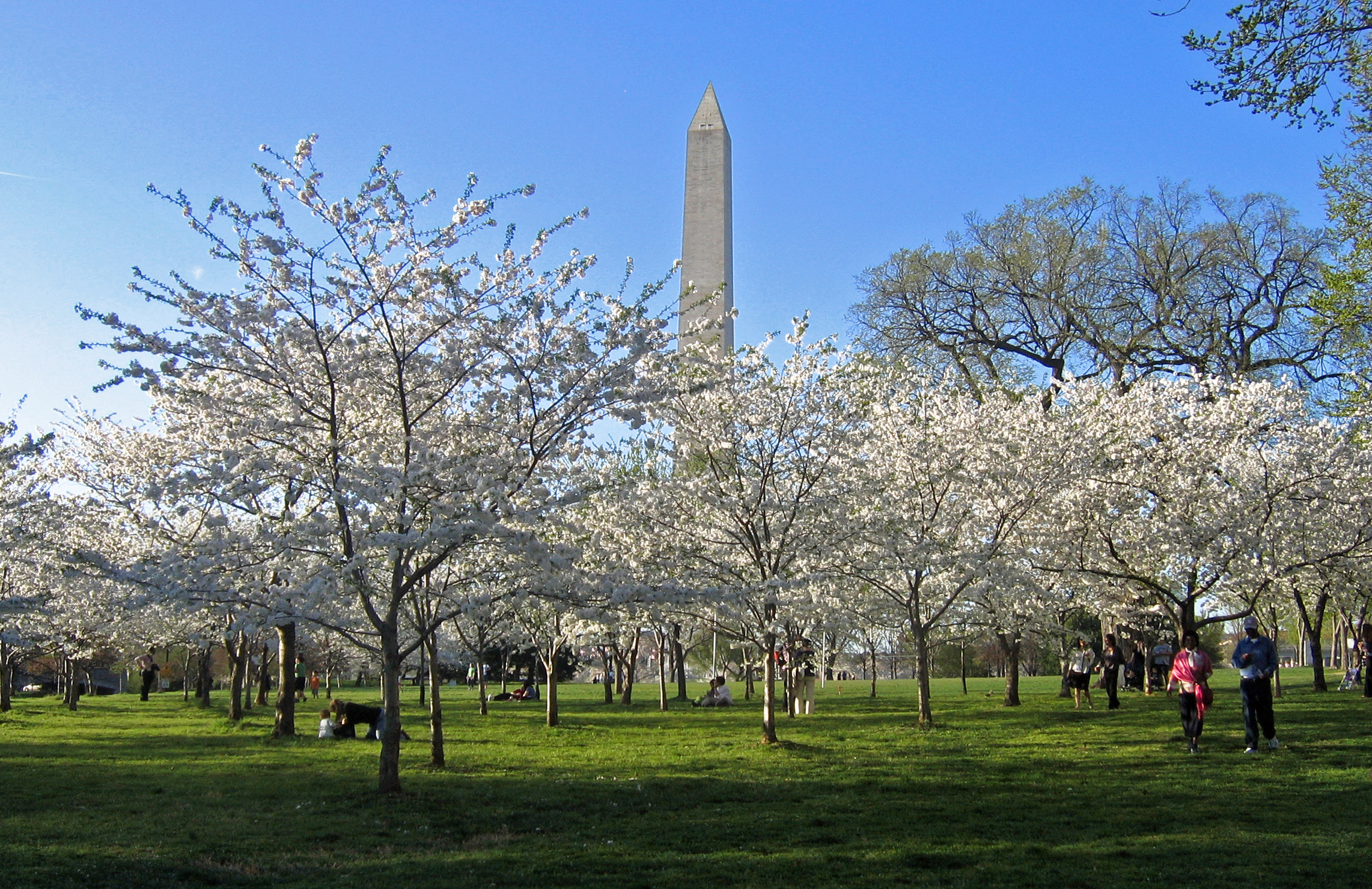
Cerejeiras nos arredores no Monumento a Washington

As coordenadas geográficas de Washington são 38°53′42″ Norte e 77°02′11″ Oeste. A cidade está localizada na margem nordeste do Rio Potomac, ao norte de Virgínia, e ao sul de Maryland. A área de Washington, D.C. é de 177 km², dos quais 158,1 km² são cobertos por terra e 18,9 km² (10,7%) por água. A altitude média de Washington é de 7,6 metros, e seu ponto mais alto possui 125 metros de altitude.
Washington é dividida em quatro quadrantes diferentes, divididas por quatro longas ruas. Essas ruas partem do Capitólio de Washington, e são nomeadas North Capitol Street, South Capitol Street, East Capitol Street e West Capitol Street. Os nomes dos quadrantes são Noroeste (Northwest), Nordeste (Northeast), Sudoeste (Southwest) e Sudeste (Southeast). Washington está dividida em um total de oito wards (distritos eleitorais) e 127 bairros diferentes.[carece de fontes?]
Washington impõe limites de altura para os edifícios construídos dentro do Distrito. Estas limitações foram impostas no início do século XX, com o aparecimento dos arranha-céus, para impedir com que qualquer edifício construído na cidade ultrapassasse em altura os monumentos da National Mall, com o objetivo de preservar a grandiosidade destes monumentos. Como consequência, Washington possui um dos céus mais limpos e abertos do país.[carece de fontes?]
O Quadrante Noroeste é o maior dos quatro quadrantes, possuindo aproximadamente a metade da cidade. O Quadrante Noroeste não somente sedia o centro governamental dos Estados Unidos, bem como também é o principal centro econômico e comercial da cidade. As principais universidades da cidade também estão todas localizadas neste quadrante. O Quadrante Nordeste cobre aproximadamente um quarto da área da cidade. O Quadrante Nordeste é predominantemente residencial, e sua população é composta em sua maior parte por famílias de classe média e alta. O Quadrante Sudeste cobre aproximadamente um quarto da área da cidade. Predominantemente residencial, onde moram famílias de classe baixa e média, o Quadrante Sudeste também possui um centro comercial importante. A menor dos quatro quadrantes em área, ocupando cerca de um décimo da cidade, é o Quadrante Sudoeste. Este quadrante foi o alvo de um extensivo programa de renovação urbana, que ocorreu entre a década de 1950 e a década de 1980. Muito do Quadrante Sudoeste é primariamente residencial; porém, várias estruturas governamentais e uma base aérea estão localizadas dentro do Quadrante Sudoeste, bem como um porto militar, usadas pelas forças navais americanas

### Clima
Washington possui um clima subtropical húmido (Köppen: Cfa), com quatro estações bem definidas. A temperatura média no inverno é de 3,4 ºC, e no verão, de 29 °C. A temperatura média das mínimas da cidade, no inverno, é de -2 °C, e no verão, de 17 °C. A temperatura média das máximas de Washington, no inverno, é de 7 °C, e no verão, de 31 °C. A taxa de precipitação anual média de chuva na cidade é de 127 centímetros. A precipitação média anual de neve é de aproximadamente 39 centímetros.
A temperatura mais baixa já registrada em Washington D.C. foi de -26 °C, registrada em 11 de fevereiro de 1899. A temperatura mais alta já registrada na cidade foi de 41 °C, registrada em 6 de agosto de 1918 e 20 de julho de 1930.
| Dados climatológicos para Washington, D.C. (Aeroporto Ronald Reagan) | Dados climatológicos para Washington, D.C. (Aeroporto Ronald Reagan) | Dados climatológicos para Washington, D.C. (Aeroporto Ronald Reagan) | Dados climatológicos para Washington, D.C. (Aeroporto Ronald Reagan) | Dados climatológicos para Washington, D.C. (Aeroporto Ronald Reagan) | Dados climatológicos para Washington, D.C. (Aeroporto Ronald Reagan) | Dados climatológicos para Washington, D.C. (Aeroporto Ronald Reagan) | Dados climatológicos para Washington, D.C. (Aeroporto Ronald Reagan) | Dados climatológicos para Washington, D.C. (Aeroporto Ronald Reagan) | Dados climatológicos para Washington, D.C. (Aeroporto Ronald Reagan) | Dados climatológicos para Washington, D.C. (Aeroporto Ronald Reagan) | Dados climatológicos para Washington, D.C. (Aeroporto Ronald Reagan) | Dados climatológicos para Washington, D.C. (Aeroporto Ronald Reagan) | Dados climatológicos para Washington, D.C. (Aeroporto Ronald Reagan) |
| Mês | Jan                                                                  | Fev                                                                  | Mar                                                                  | Abr                                                                  | Mai                                                                  | Jun                                                                  | Jul                                                                  | Ago                                                                  | Set                                                                  | Out                                                                  | Nov                                                                  | Dez                                                                  | Ano                                                                  |
| --- | -------------------------------------------------------------------- | -------------------------------------------------------------------- | -------------------------------------------------------------------- | -------------------------------------------------------------------- | -------------------------------------------------------------------- | -------------------------------------------------------------------- | -------------------------------------------------------------------- | -------------------------------------------------------------------- | -------------------------------------------------------------------- | -------------------------------------------------------------------- | -------------------------------------------------------------------- | -------------------------------------------------------------------- | -------------------------------------------------------------------- |
| Temperatura máxima recorde (°C) | 26                                                                   | 29                                                                   | 34                                                                   | 35                                                                   | 37                                                                   | 40                                                                   | 41                                                                   | 41                                                                   | 40                                                                   | 36                                                                   | 30                                                                   | 26                                                                   | 41                                                                   |
| Temperatura máxima média (°C) | 6,3                                                                  | 8,4                                                                  | 13,3                                                                 | 19,2                                                                 | 24,1                                                                 | 29                                                                   | 31,3                                                                 | 30,3                                                                 | 26,4                                                                 | 20,2                                                                 | 14,4                                                                 | 8,2                                                                  | 19,3                                                                 |
| Temperatura mínima média (°C) | −1,9                                                                 | −0,6                                                                 | 3,1                                                                  | 8,3                                                                  | 13,6                                                                 | 19,1                                                                 | 21,7                                                                 | 20,9                                                                 | 16,9                                                                 | 10,3                                                                 | 5,1                                                                  | 0,3                                                                  | 9,7                                                                  |
| Temperatura mínima recorde (°C) | −26                                                                  | −26                                                                  | −16                                                                  | −9                                                                   | 1                                                                    | 6                                                                    | 11                                                                   | 9                                                                    | 2                                                                    | −3                                                                   | −12                                                                  | −25                                                                  | −26                                                                  |
| Precipitação (mm) | 71,4                                                                 | 66,5                                                                 | 88,4                                                                 | 77,7                                                                 | 101,3                                                                | 96                                                                   | 94,7                                                                 | 74,4                                                                 | 94,5                                                                 | 86,4                                                                 | 80,5                                                                 | 77,5                                                                 | 1 009,4                                                              |
| Queda de neve média (cm) | 14,2                                                                 | 14,5                                                                 | 3,3                                                                  | -                                                                    | 0                                                                    | 0                                                                    | 0                                                                    | 0                                                                    | 0                                                                    | 0                                                                    | 0,5                                                                  | 2,3                                                                  | 39,1                                                                 |
| Dias com precipitação (≥ 0,01 in) | 9,6                                                                  | 9                                                                    | 10,5                                                                 | 10,4                                                                 | 11,1                                                                 | 10,7                                                                 | 10,3                                                                 | 8,2                                                                  | 8,3                                                                  | 7,7                                                                  | 8,6                                                                  | 9,7                                                                  | 114,1                                                                |
| Dias com neve (≥ 0.1 in) | 3                                                                    | 2,4                                                                  | 0,9                                                                  | 0,1                                                                  | 0                                                                    | 0                                                                    | 0                                                                    | 0                                                                    | 0                                                                    | 0                                                                    | 0,2                                                                  | 1,5                                                                  | 8,1                                                                  |
| Umidade relativa (%) | 62,1                                                                 | 60,5                                                                 | 58,6                                                                 | 58                                                                   | 64,5                                                                 | 65,8                                                                 | 66,9                                                                 | 69,3                                                                 | 69,7                                                                 | 67,4                                                                 | 64,7                                                                 | 64,1                                                                 | 64,3                                                                 |
| Insolação (h) | 144,6                                                                | 151,8                                                                | 204                                                                  | 228,2                                                                | 260,5                                                                | 283,2                                                                | 280,5                                                                | 263,1                                                                | 225                                                                  | 203,6                                                                | 150,2                                                                | 133                                                                  | 2 527,7                                                              |
| Fonte: National Oceanic and Atmospheric Administration (normal climatológica de 1981−2010, extremos de temperatura: 1871−presente; horas de sol e umidade relativa: 1961−1990). |                                                                      |                                                                      |                                                                      |                                                                      |                                                                      |                                                                      |                                                                      |                                                                      |                                                                      |                                                                      |                                                                      |                                                                      |                                                                      |

## Demografia

### Censo 2020
Segundo o censo nacional de 2020, a sua população é de 689 545 habitantes e sua densidade populacional é de 4 360,9 hab/km². Seu crescimento populacional na última década foi de 14,6%. É a 20ª cidade mais populosa dos Estados Unidos, ganhando quatro posições em relação ao censo anterior.
Possui 350 364 residências que resulta em uma densidade de 2 215,8 residências/km² e um aumento de 18,1% em relação ao censo anterior. Deste total, 10,8% das unidades habitacionais estão desocupadas. A média de ocupação é de 2,2 pessoas por residência.

### Censos anteriores
O Departamento do Censo dos Estados Unidos estimou que a população do distrito era de 672 228 habitantes em 1 de julho de 2015, um aumento de 11,7% desde o Censo dos Estados Unidos de 2010. O aumento continua em tendência de crescimento desde 2000, após meio século de declínio populacional. A cidade era o 24º lugar mais populoso dos Estados Unidos em 2010. De acordo com dados de 2010, os trabalhadores dos subúrbios aumentam a população diurna do distrito em mais de um milhão de pessoas. Se o distrito fosse um estado ele irá ser classificado no 49º lugar em população, à frente de Vermont e Wyoming.
A Região Metropolitana de Washington, que inclui o distrito e seus arredores nos estados de Maryland e Virgínia, é a sétima maior área metropolitana nos Estados Unidos com uma estimativa de 6 milhões de habitantes em 2014. Quando a área de Washington inclui Baltimore e seus subúrbios, a área metropolitana de Baltimore-Washington alcançava uma população superior a 9,5 milhões de habitantes em 2014, a quarta maior área estatística combinada do país.
Metade dos moradores tinham pelo menos o grau universitário em 2006. Os moradores de D.C. têm uma renda pessoal per capita de US$ 55 755; maior do que qualquer um dos 50 estados. No entanto, 19% dos moradores estavam abaixo do nível de pobreza em 2005, maior do que qualquer estado, exceto o Mississippi.
Mais de 90% dos moradores do Distrito de Colúmbia têm plano de saúde, a segunda maior taxa do país. Isto é devido em parte aos programas da cidade que ajudam a fornecer o seguro para pessoas de baixa renda que não se qualificam para outros tipos de cobertura. Um relatório de 2009 descobriu que pelo menos 3% dos residentes do Distrito têm HIV/AIDS, o que os Centros de Controle e Prevenção de Doenças (CDC) caracteriza como uma epidemia "grave e generalizada".

### Crime
O crime em Washington, D.C. está concentrado em áreas associadas à pobreza, abuso de drogas e gangues. Um estudo de 2010 descobriu que 5% dos quarteirões da cidade eram responsáveis por mais de um quarto do total de crimes do distrito. Os bairros mais ricos de Northwest Washington são tipicamente seguros, mas há relatos de aumento de crimes violentos nos bairros mais pobres, geralmente concentrados na parte oriental da cidade. Aproximadamente 60 mil residentes são ex-presidiários.
Washington foi muitas vezes descrita como a "capital do assassinato" dos Estados Unidos durante o início da década de 1990. O número de assassinatos atingiu o pico de 479 em 1991, mas o nível de violência, em seguida, começou a declinar significativamente. Em 2012, a contagem de assassinato anual de Washington caiu para 88, o menor total desde 1961. No entanto, a taxa de homicídios aumentou desde a baixa histórica e, em 11 de dezembro de 2015, o total de homicídios do distrito para o ano era de 154, um aumento de 58,8% em relação ao mesmo período de 2014. Mas esta é ainda uma taxa de homicídios de quase metade da do início dos anos 2000.
Muitos bairros como Columbia Heights e Logan Circle estão se tornando mais seguros e vibrantes. No entanto, os incidentes de roubos e furtos permaneceram maior nessas áreas por causa do aumento da atividade noturna e um maior número de residentes. Mesmo assim, relatórios de crimes em toda a cidade, tanto de propriedade quanto violentos, caíram quase pela metade desde as suas mais recentes elevações em meados dos anos 1990.

### Composição étnica, idiomas e religiões

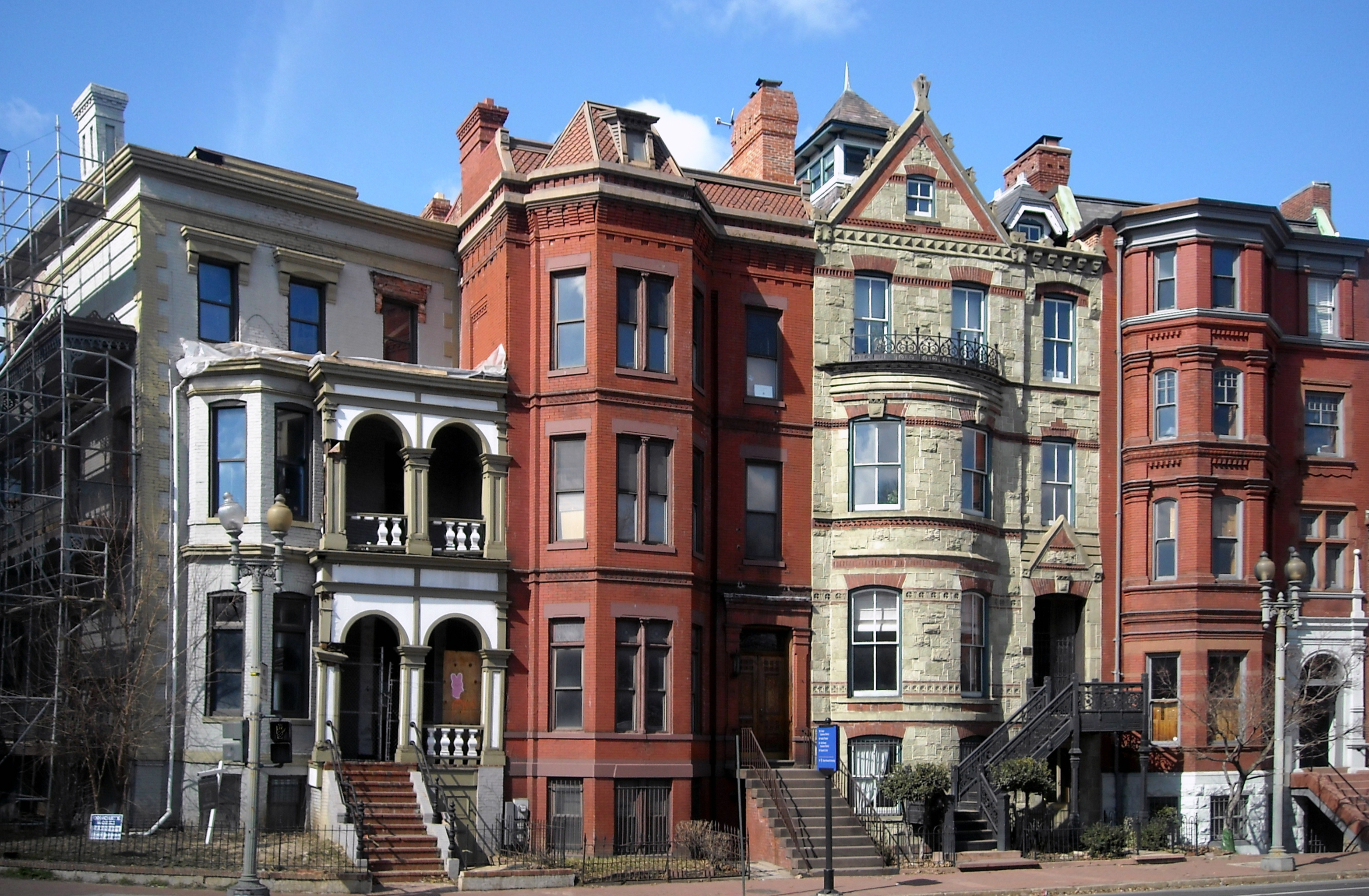
Casas típicas de Logan Circle

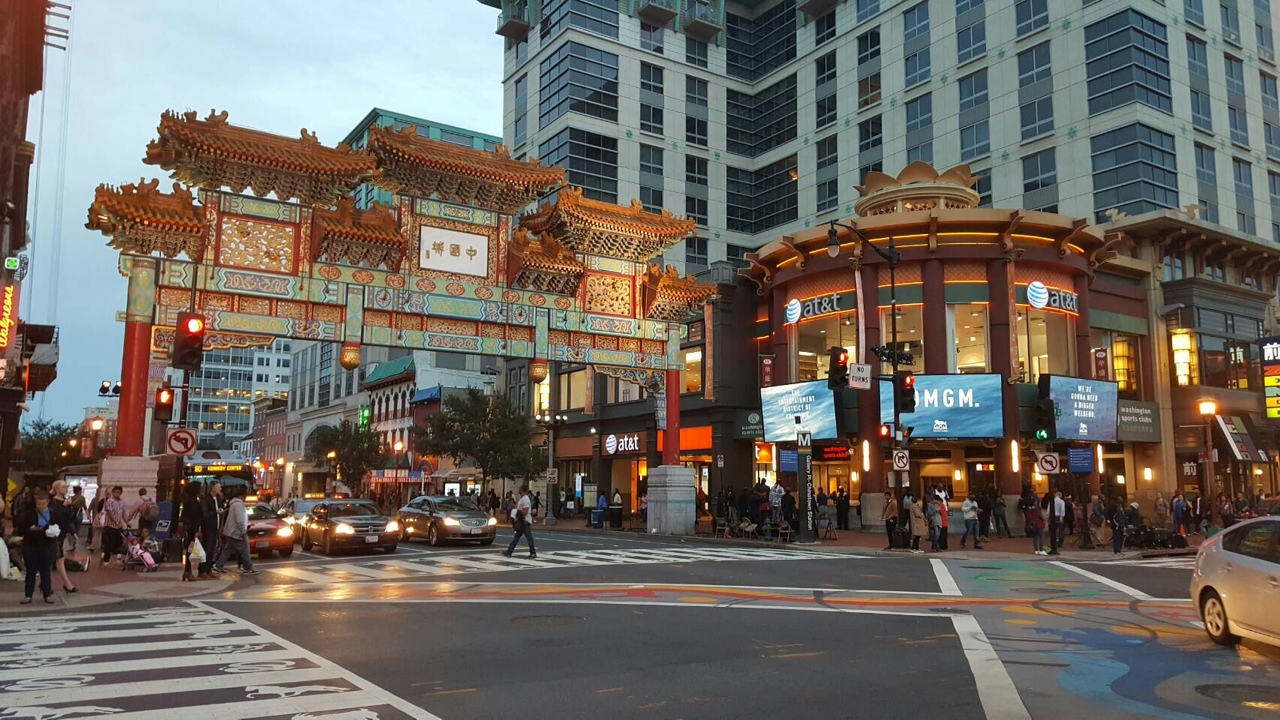
Chinatown de Washington

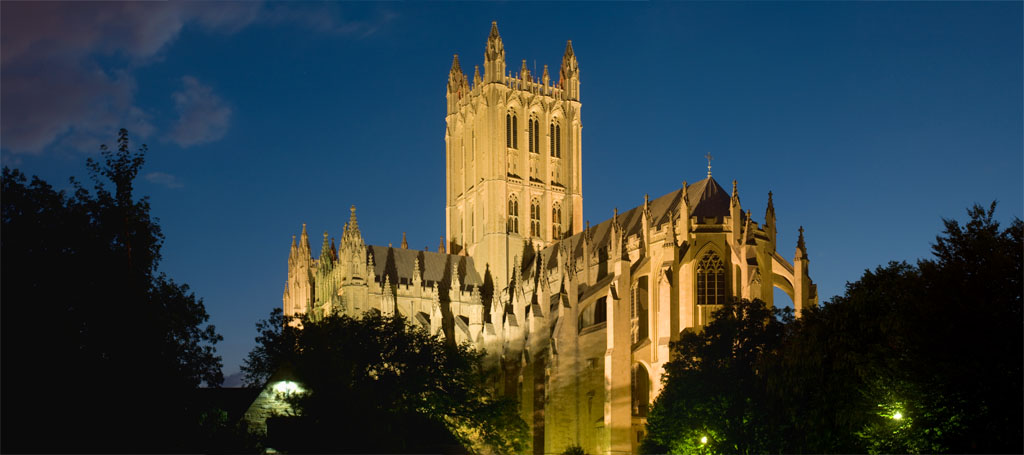
Catedral Nacional de Washington

De acordo com dados de 2015 do Census Bureau, a população de Washington, D.C. era composta por 48,3% de afro-americanos, 44,1% de brancos (36,1% brancos não-hispânicos), 4,2% de asiáticos, 0,6% de ameríndios e 0,2% de nativos do Havaí ou outras ilhas do Pacífico. Indivíduos de duas ou mais raças compunham 2,7% da população. Hispânicos de qualquer raça compunham de 10,6% da população do distrito.
Washington teve uma população significativa de afro-americanos desde a sua fundação. Os residentes afro-americanos responderam por cerca de 30% da população total do distrito entre 1800 e 1940. A população negra atingiu um pico de 70% em 1970, mas desde então tem vindo a diminuir porque muitos afro-americanos se mudaram para os subúrbios. Em parte como resultado da gentrificação, houve um aumento de 31,4% na população branca não-hispânica e uma diminuição de 11,5% na população negra entre 2000 e 2010.
Cerca de 17% dos moradores do Distrito de Colúmbia tinham 18 anos ou menos em 2010; menor do que a média de 24% dos Estados Unidos. No entanto, o distrito teve a menor média de idade em comparação com os 50 estados, 34 anos de idade. Em 2010, havia uma estimativa de 81 734 imigrantes vivendo em Washington, D.C.. Entre as principais fontes de imigração estão El Salvador, Vietnã e Etiópia, com uma concentração de salvadorenhos no bairro de Mount Pleasant.
Os pesquisadores descobriram que havia 4 822 casais do mesmo sexo no Distrito de Columbia em 2010; cerca de 2% do total de domicílios. A legislação que autoriza o casamento igualitário foi aprovada em 2009 e o Distrito começou a emissão de licenças de casamento homossexual em março de 2010.
Um relatório de 2007 descobriu que cerca de um terço dos residentes do Distrito (aproximadamente 33,3%) eram analfabetos funcionais, em comparação com uma taxa nacional de cerca de um em cinco. Isto é atribuído em parte aos imigrantes que não são proficientes em inglês. Em 2011, 85% dos moradores D.C. com 5 anos ou mais falavam inglês em casa como idioma principal.
Da população do distrito, 17% é batista, 13% é católica, 6% é protestante evangélica, 4% é metodista, 3% é episcopal/anglicana, 3% é judia, 2% é ortodoxa, 1% é pentecostal, 1% é budista, 1% é adventista, 1% é luterana, 1% é muçulmana, 1% é presbiteriana, 1% é mórmon e 1% é hindu.

## Política

### Administração municipal

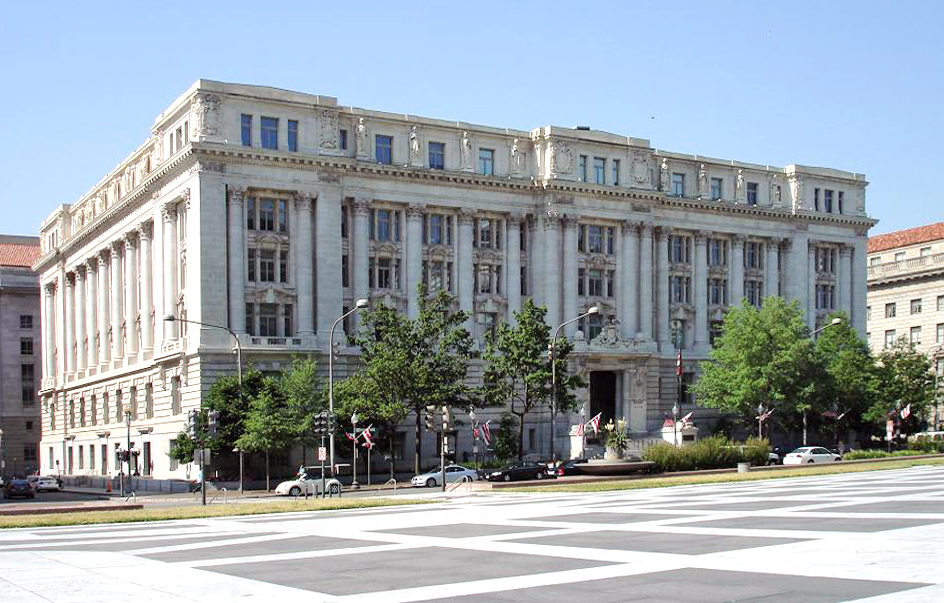
O John A. Wilson Building abriga os gabinetes do prefeito e do Conselho do Distrito de Colúmbia

Washington é administrada por um prefeito e um conselho local, como na maioria das grandes cidades norte-americanas. Os habitantes da cidade elegem o prefeito e os membros do conselho para mandatos de até quatro anos de duração, sendo que o órgão é formado por 13 oficiais. Cinco deles são eleitos pela população do distrito e cada um dos oito restantes é eleito por um dos oito distritos eleitorais (wards) da cidade.[carece de fontes?]
Porém, o poder do governo de Washington é limitado pela Constituição federal. O governo federal dos Estados Unidos tem poder de veto e autoridade sobre qualquer fato relacionado com a cidade de Washington.[carece de fontes?]
O conselho possui o poder de criar leis municipais e de discutir possíveis modificações em leis já existentes, e o prefeito pode vetar ou aprovar novas leis ou mudanças em leis já existentes. Porém, novas leis e mudanças em leis municipais já existentes podem ser vetadas pelo Congresso. Uma lei pode ser desaprovada pelo Congresso, mesmo que essa dada lei tenha sido aprovada por unanimidade pelo prefeito e por todos os membros do Conselho municipal. O Congresso também pode criar e aplicar novas leis sem a aprovação do governo municipal de Washington.[carece de fontes?]
Cerca de 70% da receita do orçamento do governo de Washington é gerada através de impostos locais, aplicados a propriedades, e na venda e compra de produtos no atacado e varejo. O resto da receita do orçamento governamental da cidade é fornecida pelo governo federal.[carece de fontes?]

### Representação no governo federal

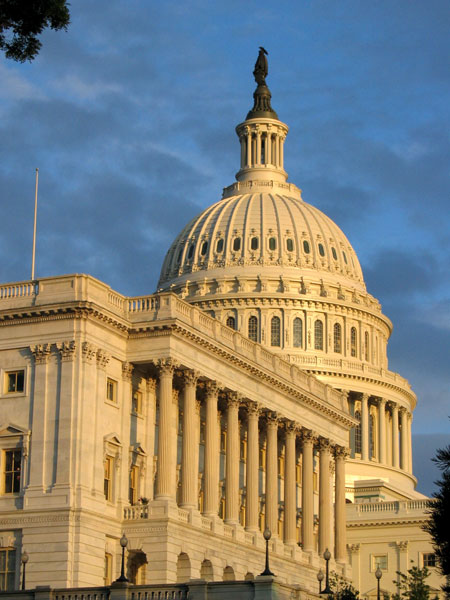
O Congresso dos Estados Unidos é a autoridade máxima do Distrito de Colúmbia

De acordo com a constituição dos Estados Unidos, Washington, D.C. está sob direta jurisdição do Congresso federal. Este gradualmente cedeu parte desta autoridade para a cidade. Mesmo assim, os habitantes do Distrito de Colúmbia não possuem o mesmo grau de representatividade usufruído pelos habitantes dos estados do país.[carece de fontes?]
Os habitantes do Distrito de Colúmbia podem votar nas eleições federais para a escolha do Presidente americano. O distrito, porém, não possui representantes com poder de voto no Congresso, não tendo nenhum representante no senado. Os cidadãos de Washington são representados na Câmara dos Representantes por Eleanor Holmes Norton, uma oficial que possui o direito de participar em comitês e em debates, mas que não possui o direito de votar em votações realizadas na Câmara dos Representantes.[carece de fontes?]
Os habitantes do Distrito de Colúmbia são únicos no mundo, uma vez que os habitantes de outras capitais em todos os outros países do mundo democrático possuem os mesmos direitos de representação governamental que habitantes de outras regiões do país. Washington, D.C. possui pouca representação no Congresso, tais como os territórios estadunidenses. Porém, ao contrário dos territórios, os cidadãos do Distrito de Colúmbia estão sujeitos a todas as leis federais estadunidenses, como os cidadãos dos estados do país. Ao longo da história do distrito, diversas tentativas foram realizadas para mudar esta situação, mas nenhuma delas obteve sucesso.[carece de fontes?]
Atualmente, a frase taxation without representation (impostos sem representação) é inscrita nas placas de licença dos veículos comercializados no distrito. A frase é uma forma de protesto, uma vez que, mesmo sem representação no governo federal, os habitantes do distrito de Colúmbia precisam pagar todos os impostos federais estadunidenses, tendo os mesmos deveres dos habitantes dos 50 estados dos Estados Unidos, mas não a mesma totalidade dos direitos.[carece de fontes?]

### Cidades-irmãs
As seguintes cidades são cidades-irmãs de Washington, D.C..
| - Acra, Gana (desde 2006) - Atenas, Grécia (desde 2000) - Banguecoque, Tailândia (desde 1962, com votos renovados em 2002) - Brasília, Brasil (desde 2013) - Bruxelas, Bélgica (desde 1985, com votos renovados em 2002) | - Paris, França (desde 2000, com votos renovados em 2005) - Pequim, China (desde 1984, com votos renovados em 2004) - Pretória, África do Sul (desde 2002,com votos renovados em 2008) - Seul, Coreia do Sul (desde 2006) - Sunderland, Reino Unido (desde 2006) |

## Economia

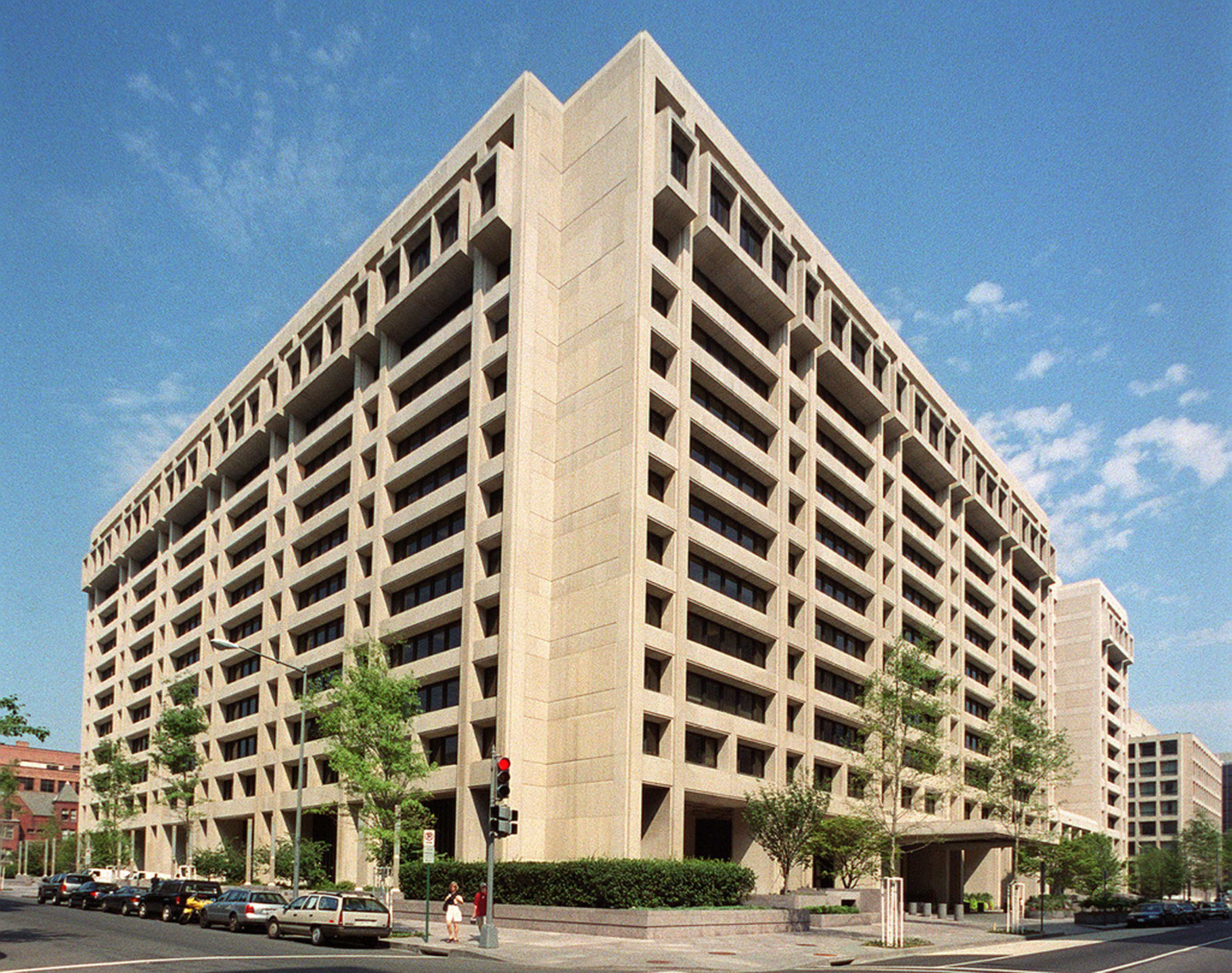
Sede do Fundo Monetário Internacional (FMI)

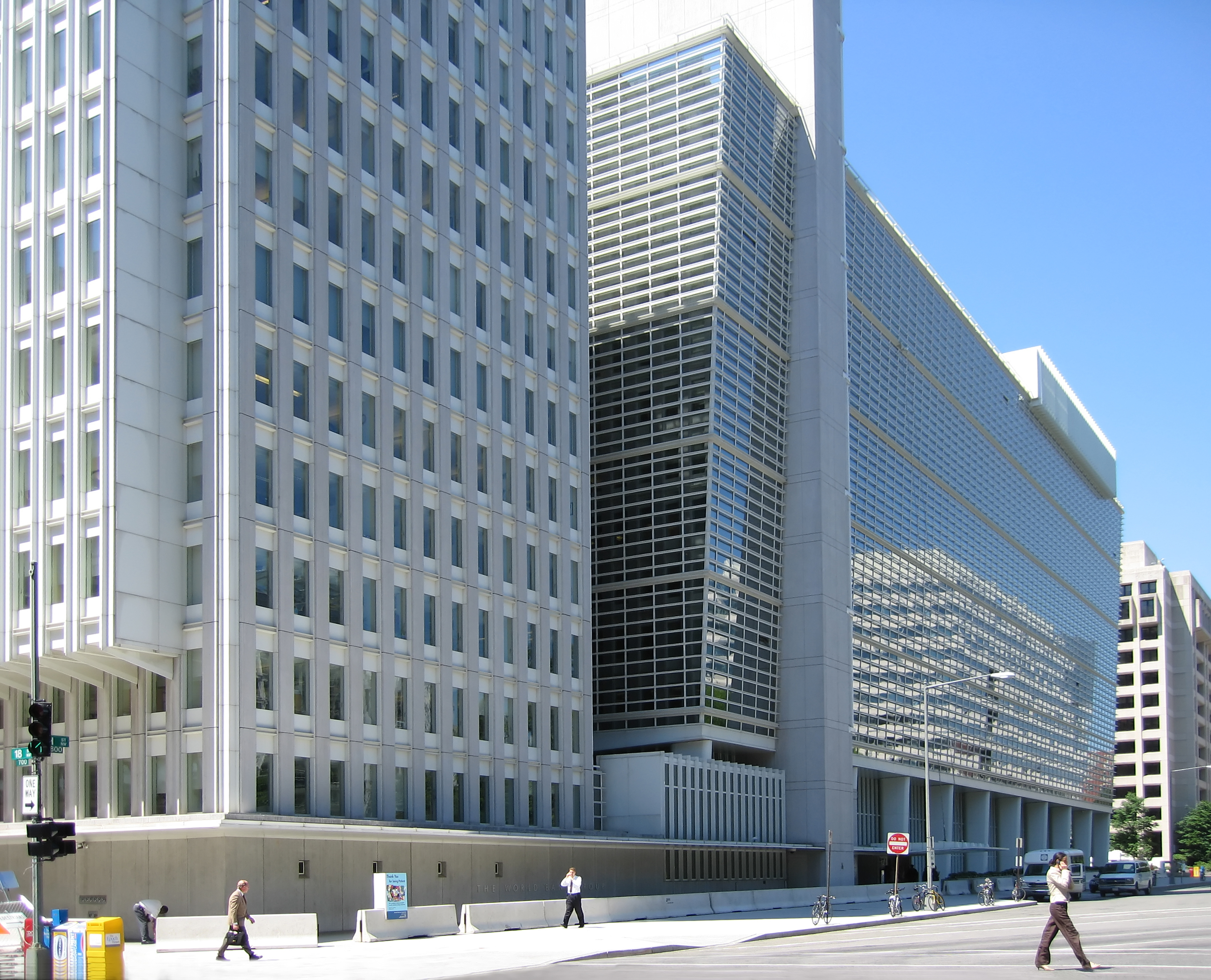
Sede do Banco Mundial

Washington tem uma economia diversificada e próspera, com uma porcentagem crescente de serviços profissionais e de negócios. O produto interno bruto do Distrito em 2010 foi de 103,3 bilhões de dólares, o que o classifica como o 34º em comparação aos 50 estados. O produto interno bruto da Região Metropolitana de Washington foi de 425 bilhões de dólares em 2010, o que a torna a quarta maior economia metropolitana nos Estados Unidos. Em junho de 2011, a área metropolitana de Washington tinha uma taxa de desemprego de 6,2%; a segunda menor taxa entre as 49 maiores áreas metropolitanas do país. O Distrito de Columbia em si tinha uma taxa de desemprego de 9,8% durante o mesmo período de tempo.
Em 2012, o governo federal foi responsável por cerca de 29% dos postos de trabalho em Washington, D.C.. Acredita-se que isto imunize Washington de crises econômicas nacionais porque o governo federal continua com as suas operações mesmo durante as recessões. Muitas organizações, tais como escritórios de advocacia, associações profissionais (tanto de defesa e civis), organizações sem fins lucrativos, empresas de lobby, sindicatos, grupos comerciais da indústria, mantêm a sua sede em D.C. para estar perto do governo federal.
O turismo é a segunda maior indústria de Washington. Cerca de 18,9 milhões de visitantes contribuíram com cerca de 4,8 bilhões de dólares para a economia local em 2012. O distrito também abriga cerca de 200 embaixadas estrangeiras e organizações internacionais como o Banco Mundial, o Fundo Monetário Internacional (FMI), a Organização dos Estados Americanos (OEA), o Banco Interamericano de Desenvolvimento e a Organização Pan-Americana da Saúde. Em 2008, o corpo diplomático estrangeiro em Washington empregou cerca de 10 000 pessoas e contribuiu com cerca de 400 milhões de dólares por ano para a economia local.
O distrito tem indústrias de crescimento não diretamente relacionado com o governo, especialmente nas áreas de educação, finanças, política pública e pesquisa científica. A Universidade Georgetown, a Universidade George Washington, o Washington Hospital Center, Centro Médico Infantil Nacional e a Universidade Howard estão entre os cinco principais empregadores não relacionadas com o governo da cidade em 2009. De acordo com estatísticas compiladas em 2011, quatro das 500 maiores empresas do país estão sediadas no Distrito.

## Infraestrutura

### Educação

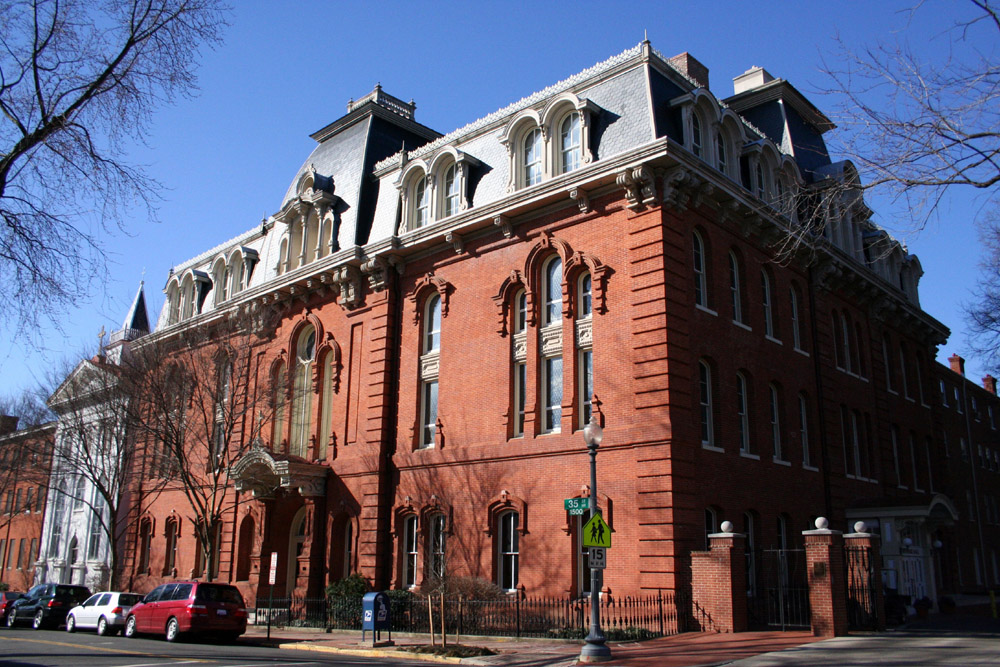
A Georgetown Visitation Preparatory School, uma escola exclusiva para meninas fundada em 1799

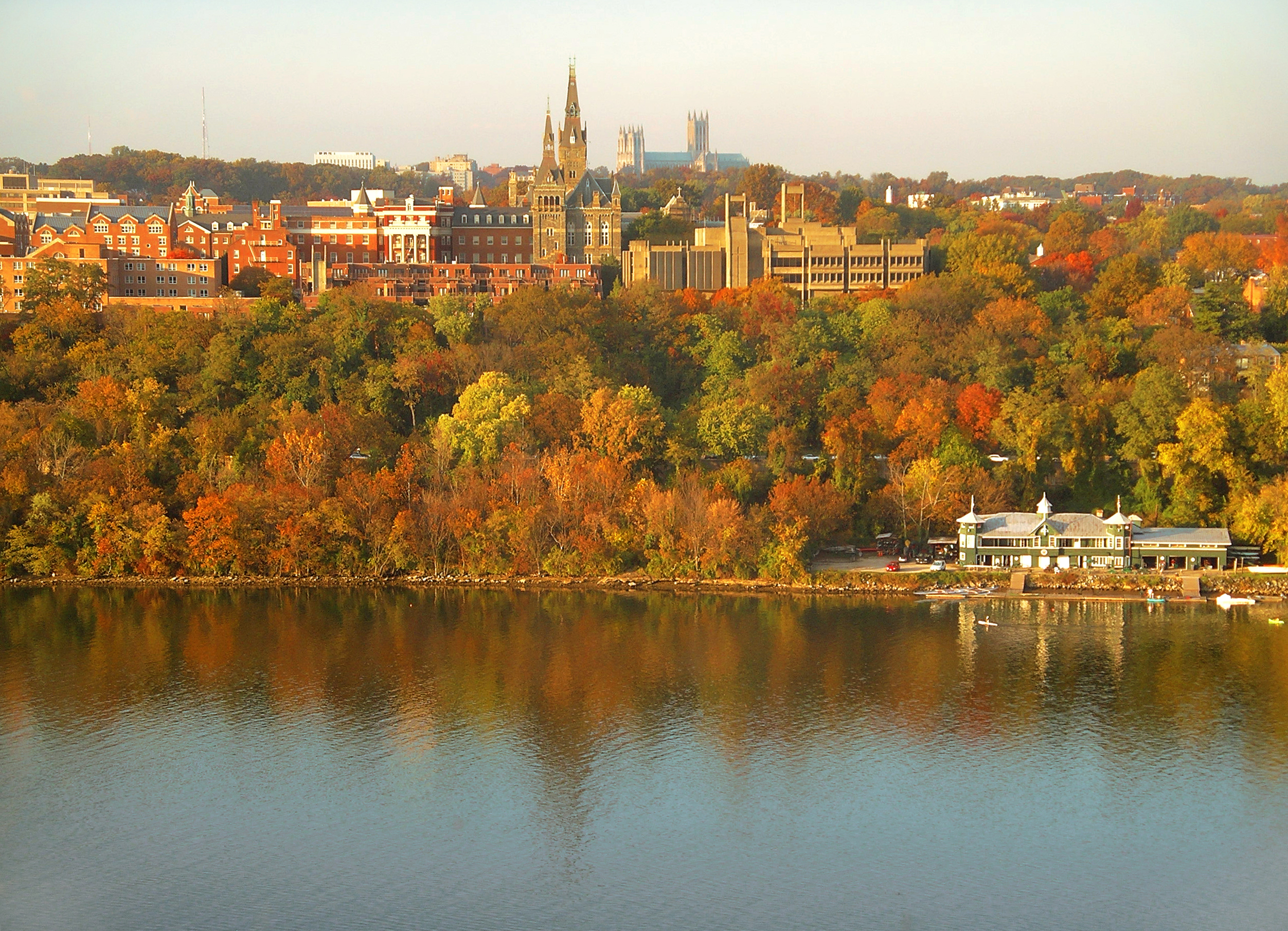
Campus da Universidade de Georgetown, a mais antiga da cidade

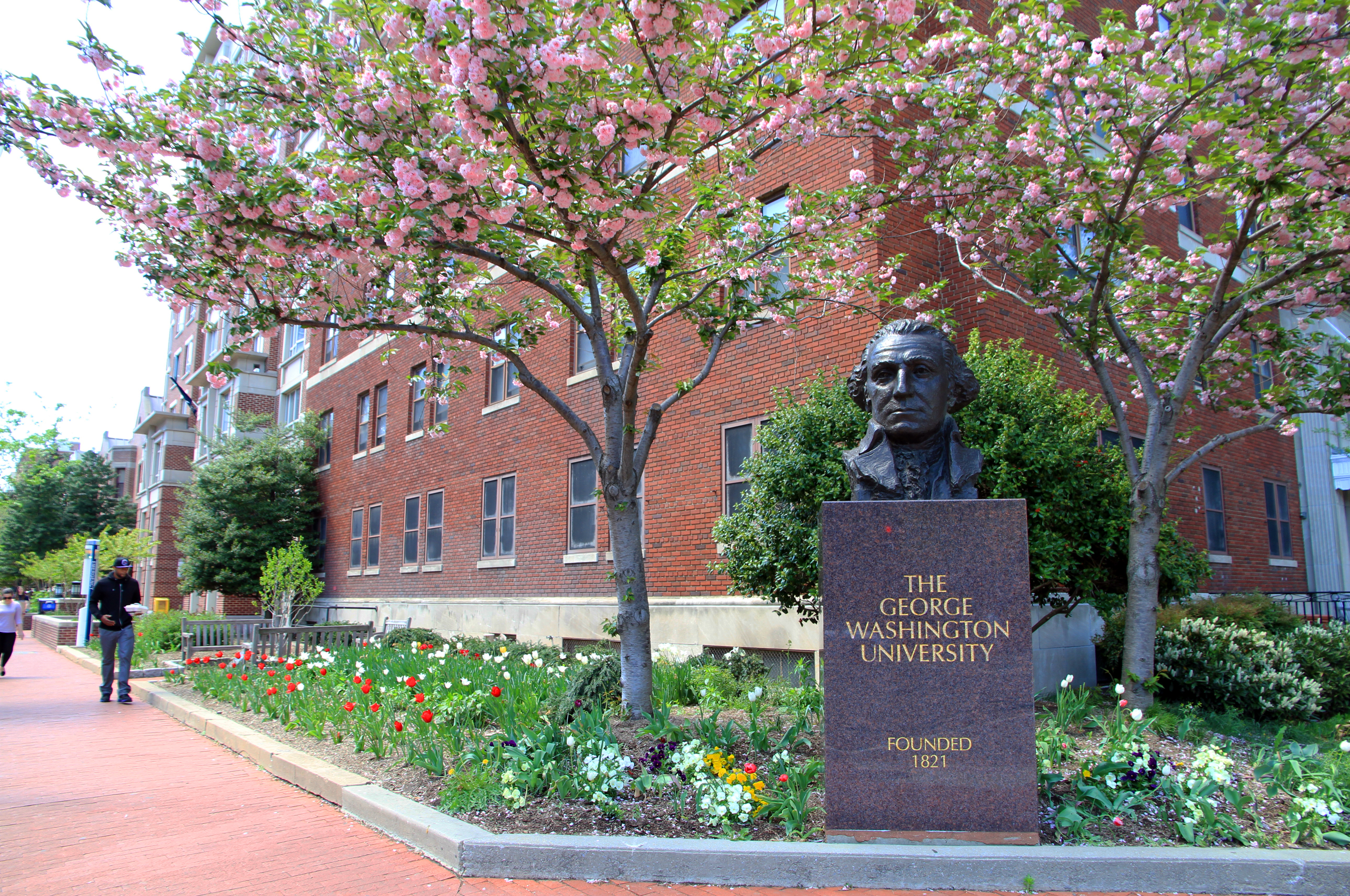
Universidade George Washington

O sistema escolar público de Washington é administrado pelo Conselho de Educação do Distrito de Colúmbia, que é constituído de nove membros, cinco eleitos pela população de Washington, sendo os quatro restantes escolhidos pelo prefeito da cidade, para mandatos de até quatro anos de duração. Os nove membros então indicam um superintendente, que administrará o Conselho e o distrito escolar da cidade. O distrito escolar de Washington é composto por cerca de 123 escolas públicas. 85% da população estudantil são afro-americanos, 9% são hispânicos e os 6% restantes são em sua maioria brancos ou asiáticos. As verbas necessárias para a manutenção do distrito escolar de Washington são geradas por impostos cobrados pelo distrito escolar da cidade. Em 1999, as escolas públicas de Washington, D.C. atenderam cerca de 77,2 mil estudantes, empregando aproximadamente 4,8 mil professores. Escolas privadas atenderam cerca de 16,7 mil estudantes, empregando aproximadamente 1,9 mil professores. O sistema de escolas públicas de Washington, D.C. consumiu cerca de 694 milhões de dólares, e o gasto das escolas públicas foi de aproximadamente 10,6 mil dólares por estudante.[carece de fontes?]
Washington possui diversas universidades, faculdades, e outras instituições de educação superior, tanto públicas quanto privadas. A Universidade do Distrito de Colúmbia é a universidade pública da cidade. O Departamento de Agricultura administra uma instituição de educação superior na cidade, e o Departamento de Defesa administra a Universidade de Defesa Nacional em Fort McNair.
Entre as instituições privadas, a Universidade de Georgetown é mais antiga do que a própria cidade de Washington, tendo sido fundada em 1789. É a instituição de educação superior mais antiga da cidade, bem como a instituição de educação superior administrada por uma instituição católica mais antiga do país. A universidade destaca-se também ter sido a primeira universidade dos Estados Unidos a ser administrada por um reitor afro-americano. A Universidade de Georgetown é conhecida por seu programa em "serviços internacionais". Alunos famosos desta instituição incluem Bill Clinton e John Wilkes Booth. Professores conhecidos incluem Madeleine Albright, Jeane Kirkpatrick, José María Aznar e Durão Barroso.
A Universidade George Washington, fundada pelo Congresso americano em 1821, é a maior instituição de educação superior da cidade e uma das instituições de educação e pesquisa mais respeitadas do mundo, especialmente suas Escolas de Direito, Relações Internacionais, Negócios, Sistemas de Informação e Medicina. A universidade é o segundo maior empregador da cidade, atrás apenas do governo federal americano e ocupa um campus de 17 hectares localizado a quatro quarteirões da Casa Branca. Alunos famosos desta instituição incluem diversos líderes mundiais, empresários, generais, ministros, diplomatas, cientistas e astronautas.
A Universidade Católica da América, localizada no Quadrante Nordeste do distrito, é a única instituição de educação superior dos Estados Unidos que foi fundada por bispos da Igreja Católica Romana. É a universidade nacional da Igreja Católica nos Estados Unidos. A universidade foi fundada em 1887, após aprovação do Papa Leão XIII, como um centro de pesquisa e graduação, passando a fornecer programas universitários em 1904. A Universidade Trinity é uma instituição católica de educação superior apenas para pessoas do sexo feminino, localizada próxima à Universidade Católica da América. Outras instituições de educação superior notáveis de Washington incluem a Universidade Americana - criada por um ato do Congresso em 1893 - a Universidade Johns Hopkins, a Universidade Gallaudet - a primeira instituição de educação superior do país dedicada para pessoas com deficiências auditivas, tais como surdos - a Universidade Howard, e a Universidade do Sudeste.

### Transportes

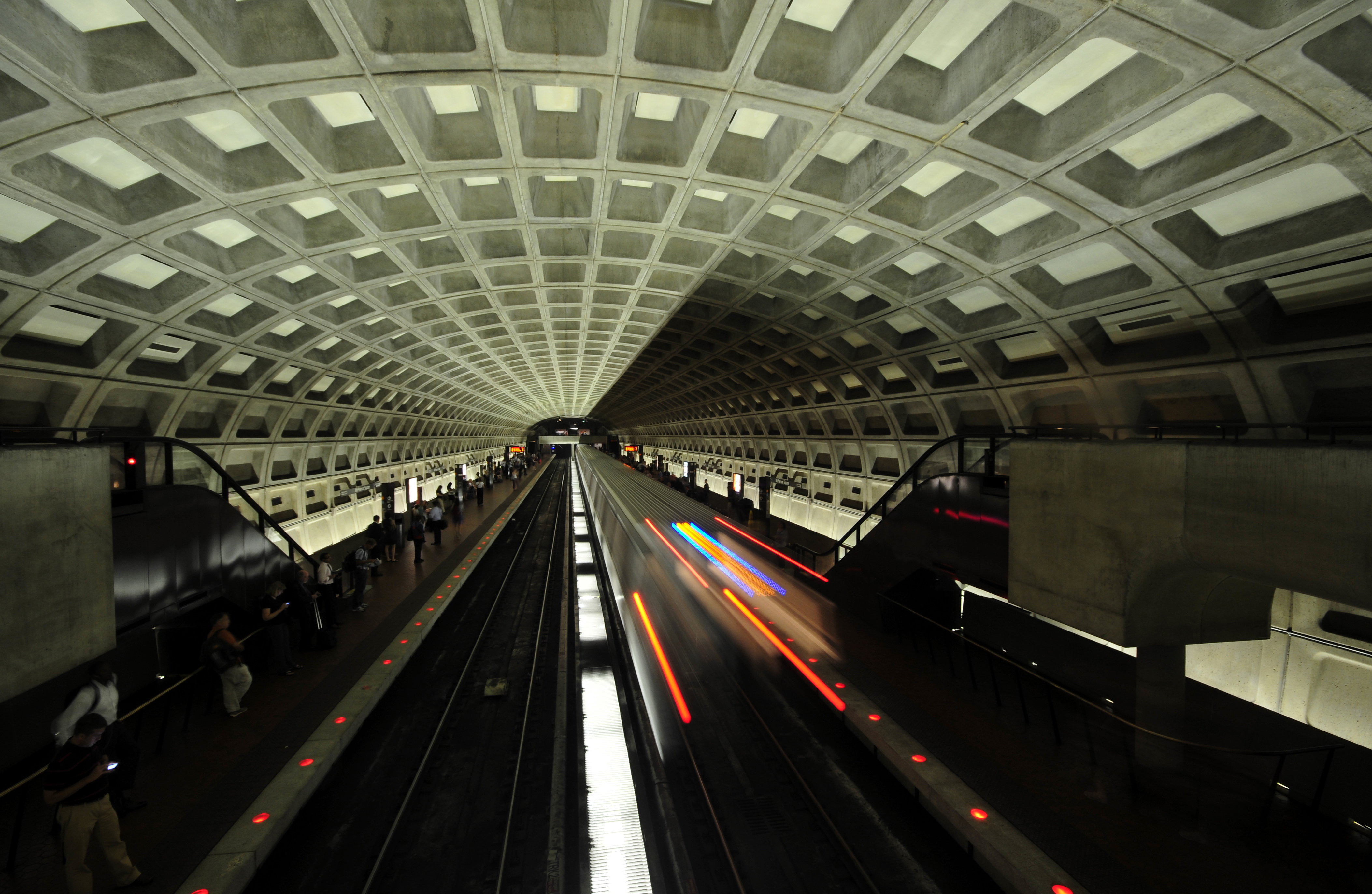
Metrô de Washington

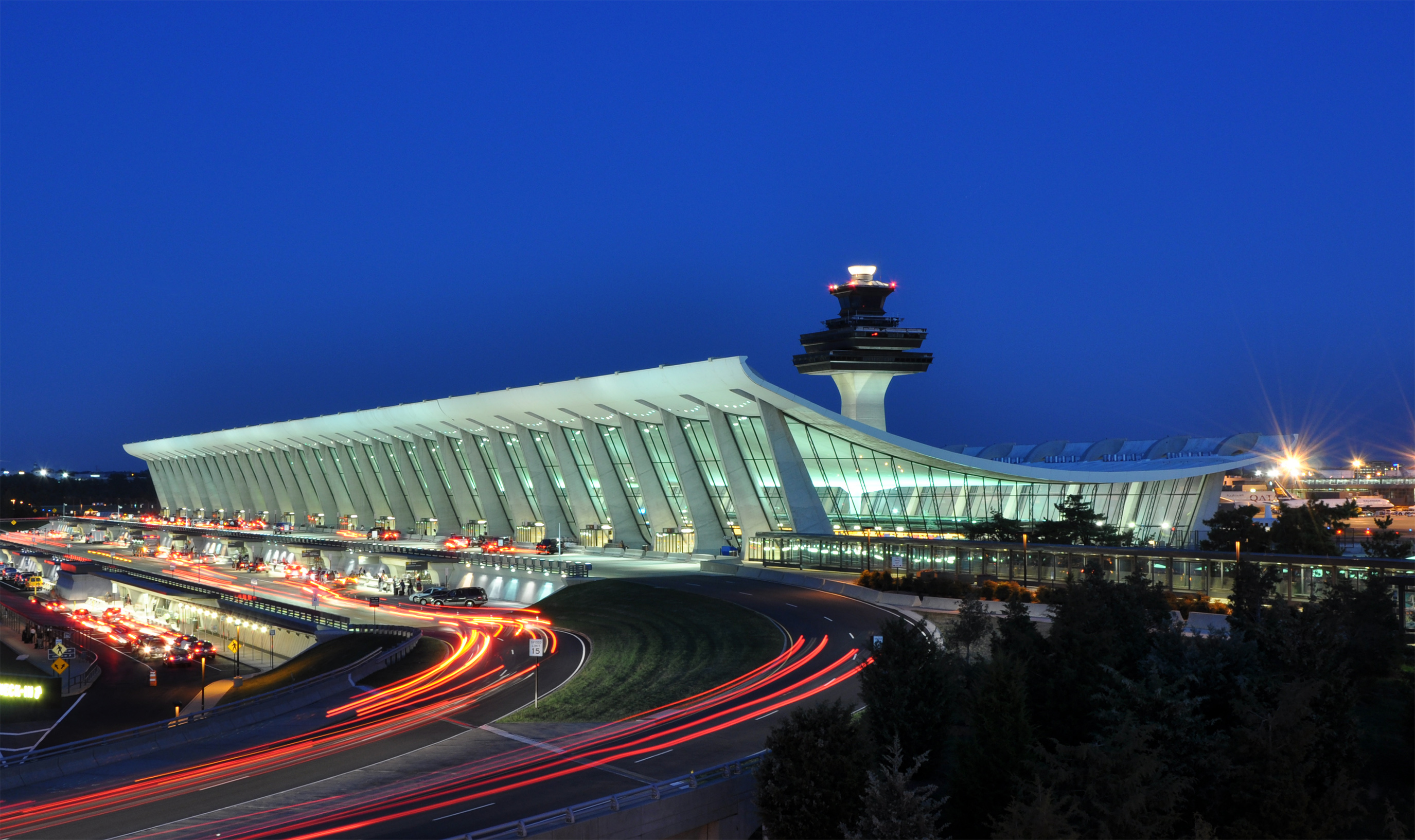
Aeroporto Internacional Washington Dulles

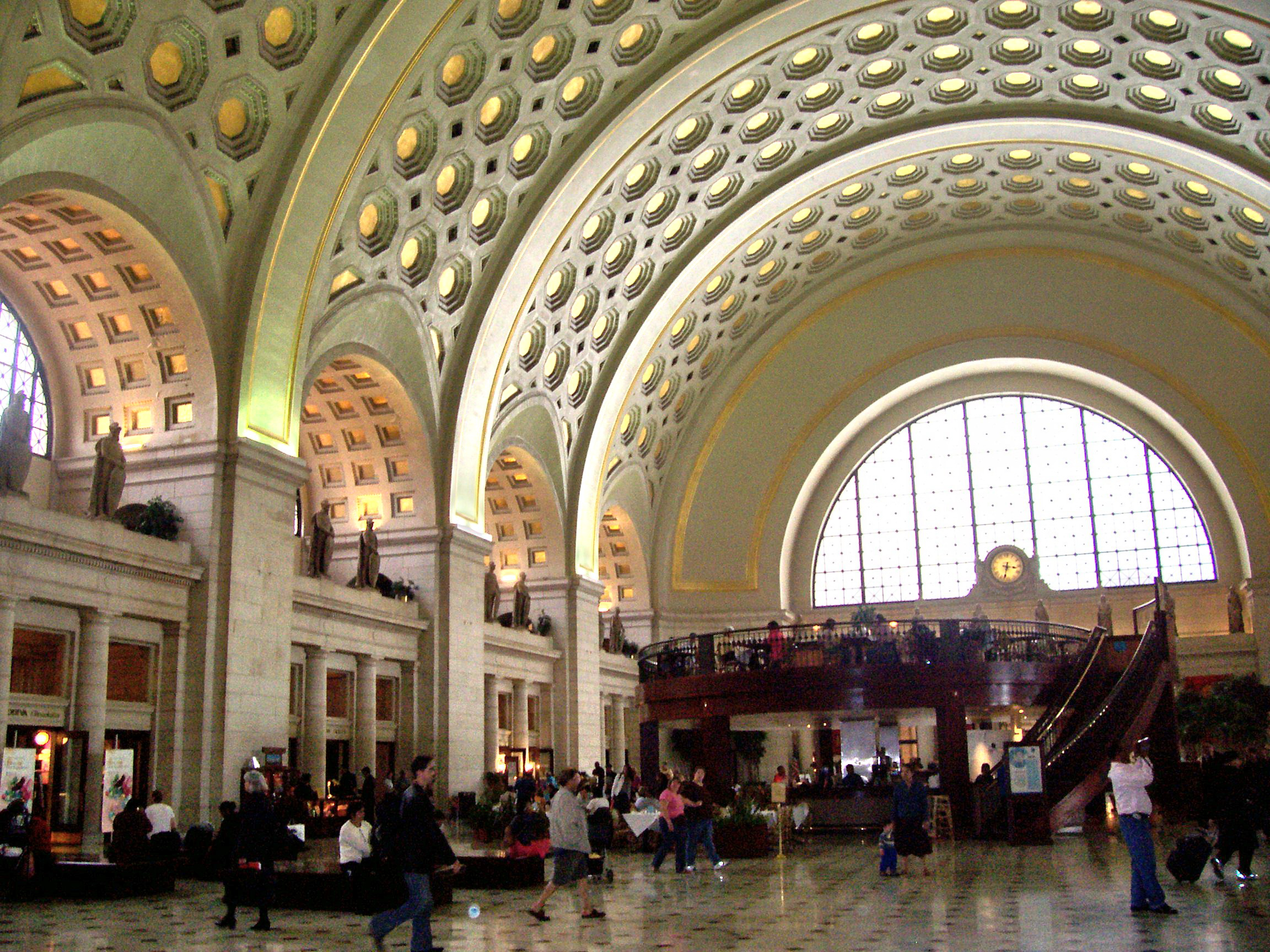
Union Station

O sistema de transporte público de Washington é extensivo e eficiente. O Washington Metro administra uma malha de ônibus e um sistema de metrô que possui seis linhas diferentes (após a abertura da nova linha em 26 de julho de 2014), 170 km de comprimento e um total de 91 estações (cinco das estações foram abertas em 26 de julho de 2014), que se espalha em Washington e cidades vizinhas. Passageiros podem transferir-se livremente entre qualquer linha de ônibus, entre qualquer linha de metrô, ou entre uma linha de metrô para uma de ônibus, mas precisam pagar uma taxa extra ao se transferirem de uma linha de ônibus para uma de metrô. Cerca de metade dos trabalhadores de Washington e cidades vizinhas usam o transporte público para se locomover para o local de trabalho. Várias linhas de trens conectam Washington com seus subúrbios mais distantes, e a Union Station conecta a cidade com o resto do país. Tanto as linhas de trens sub-urbanos quanto as linhas de trens inter-estatais usam a Union Station como estação central.[carece de fontes?]
Metade dos trabalhadores da região metropolitana de Washington usam veículos para se locomoverem ao trabalho, usufruindo de um dos melhores e mais completos sistemas de vias públicas dos Estados Unidos. Duas vias expressas e quatro rodovias inter-estaduais cortam a cidade. Várias pontes ligam o Distrito de Colúmbia ao Estado da Virgínia. Washington é cortada por 50 avenidas, que correm na diagonal (no sentido nordeste-sudoeste, por exemplo). Quando duas avenidas se cruzam, elas formam uma rotatória. Tais rotatórias são geralmente nomeadas em homenagem a personalidades famosas dos Estados Unidos, primariamente originárias do Distrito de Colúmbia. Cada uma das avenidas é nomeada com o nome de um dos 50 Estados norte-americanos. Quando inaugurado, Washington possuía 13 avenidas, cada uma delas recebendo o nome de um dos treze Estados originais dos Estados Unidos. Tais avenidas foram construídas próximo ao Capitólio dos Estados Unidos. À medida que mais Estados se foram juntando à União, mais avenidas foram construídas, cada vez mais afastadas do Capitólio.[carece de fontes?]
Washington não possui nenhum aeroporto dentro de seus limites municipais. Entretanto, a população da cidade é servida por três grandes aeroportos localizados em outras partes da região metropolitana da cidade, em cidades vizinhas, bem como outros aeroportos de menor porte, que atendem somente a voos da aviação civil. O Aeroporto Ronald Reagan localiza-se a sete km do centro de Washington, em Arlington, Virgínia, na margem sul do Rio Potomac. O aeroporto localiza-se próximo ao centro de Washington, a dois km sul do centro da cidade, mas atende somente a voos domésticos (e alguns internacionais no Canadá) com menos de 2 000 km de extensão, devido a preocupações sobre poluição sonora e quanto à segurança do aeroporto. Movimentou 15,9 milhões de passageiros em 2004. O Aeroporto Internacional Washington Dulles, localizado a 42,5 km oeste do centro de Washington, nos condados de Condado de Fairfax e Condado de Loudoun, atende a grande maioria dos voos internacionais que servem a cidade de Washington propriamente dita, bem como voos domésticos de longa distância. É um centro operacional primário da United Airlines e da Frontier Airlines, bem como de diversas linhas aéreas de baixo custo. Movimentou 22,8 milhões de passageiros em 2004. O Aeroporto Internacional Baltimore-Washington, localizado a 51 km nordeste do centro de Washington, no Condado de Anne Arundel, Maryland, atende primariamente a cidade de Baltimore. Movimentou 20,4 milhões de passageiros em 2004.[carece de fontes?]

### Mídia

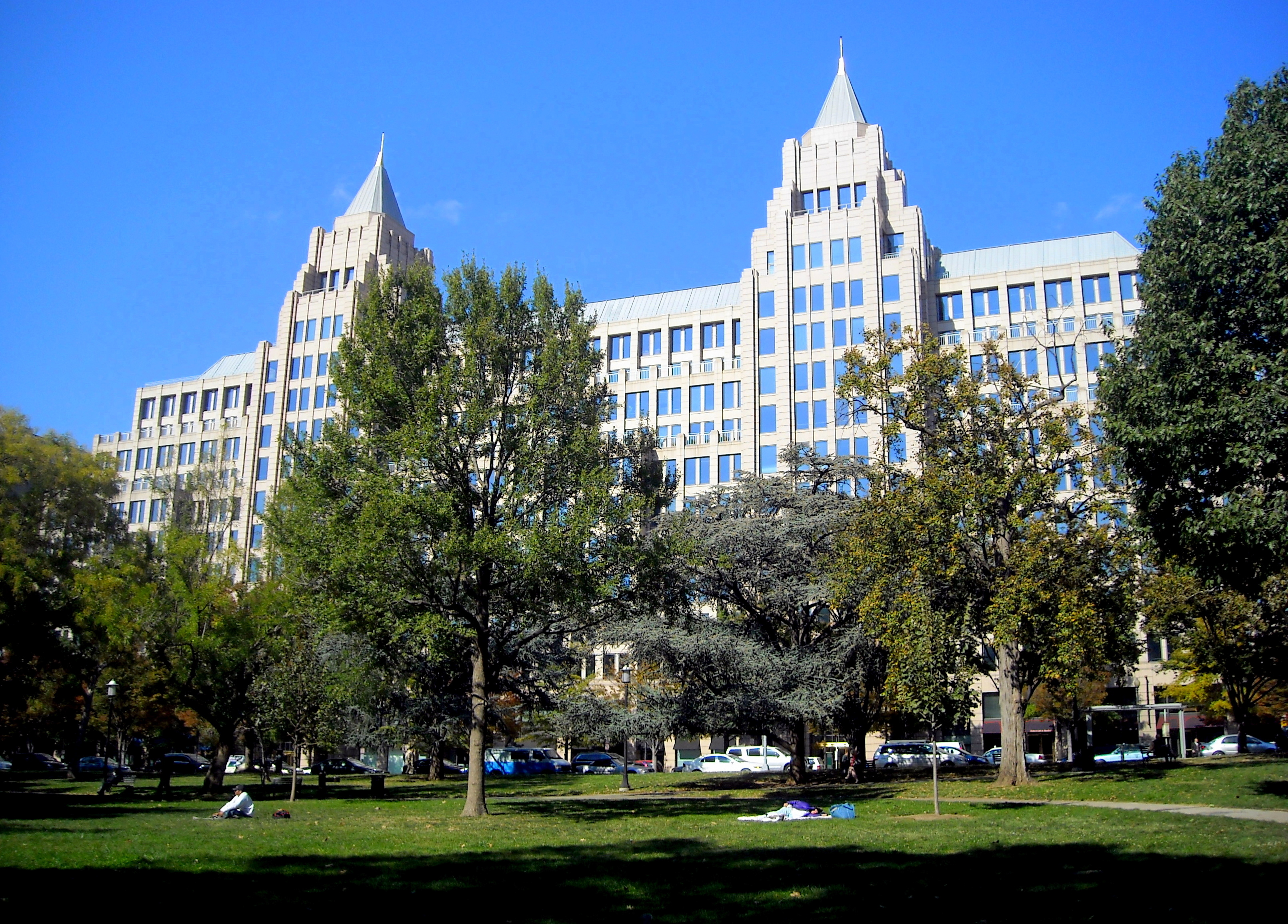
Sede do The Washington Post

Washington possui dois jornais de circulação diária: o The Washington Post e o The Washington Times. O The Washington Post, o jornal mais antigo e o de maior circulação diária da cidade, é também um dos jornais mais reconhecidos dos Estados Unidos, sendo que suas reportagens políticas são consideradas como tendo muita influência no panorama político da capital americana. Um jornal de circulação nacional, o USA Today, também é publicado na cidade. O United Press International, um dos líderes mundiais de jornalismo, está sediado em Washington, e cerca de 500 diferentes revistas e jornais comunitários são publicados na cidade. Sete estações de televisão e aproximadamente 40 estações de rádio servem a cidade.[carece de fontes?]

## Cultura

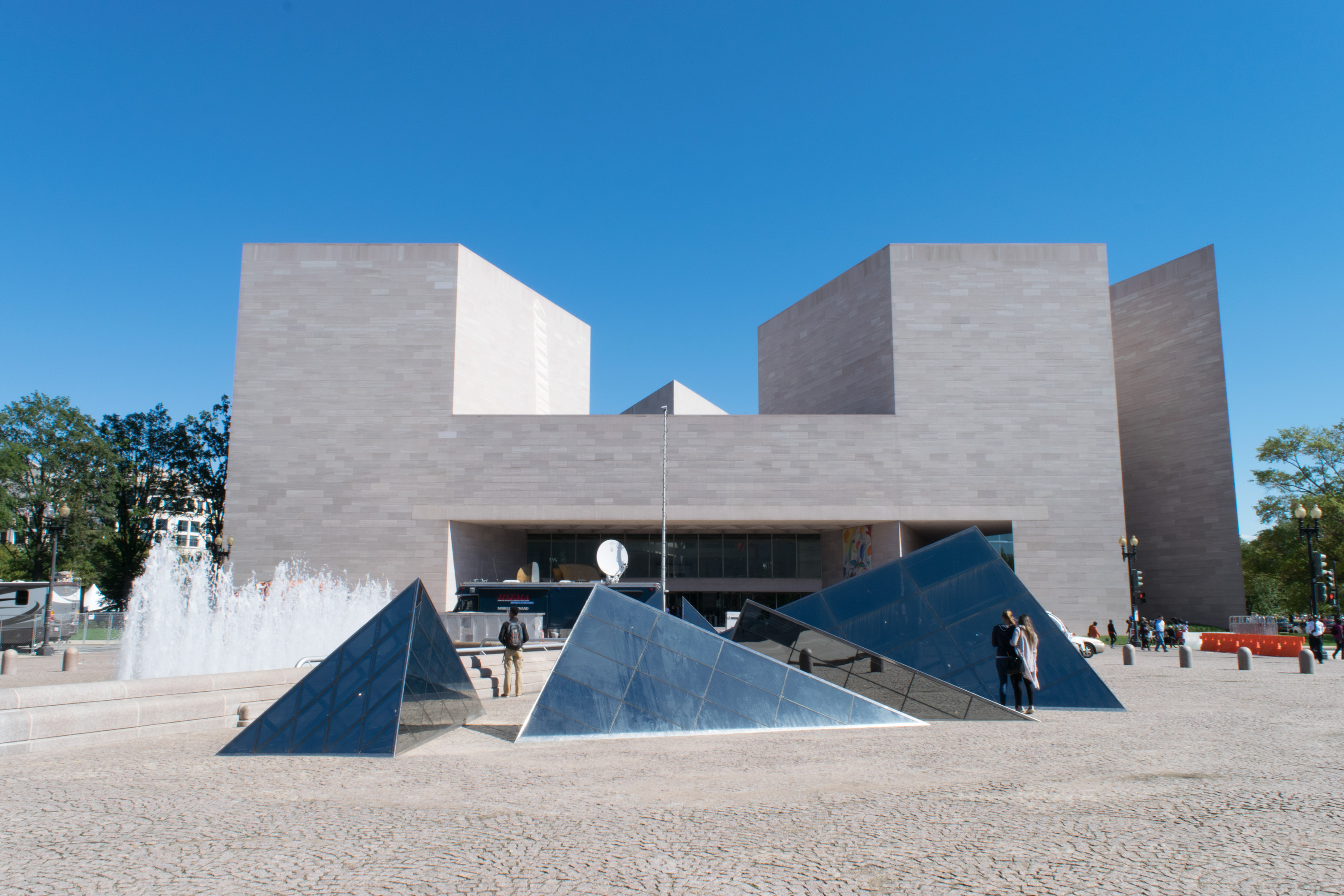
Interior da National Gallery of Art

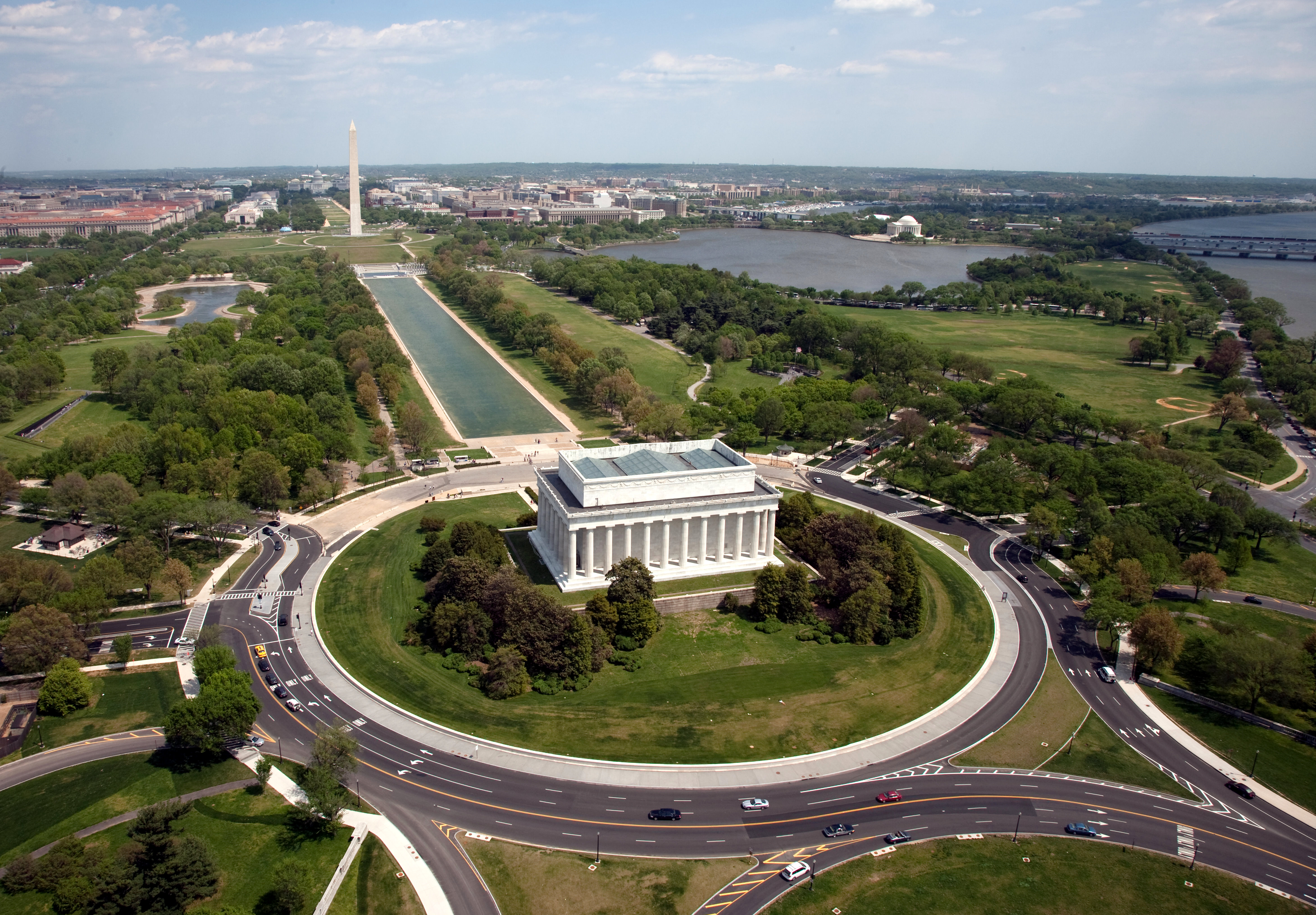
O Lincoln Memorial recebeu 6 milhões de visitantes em 2012

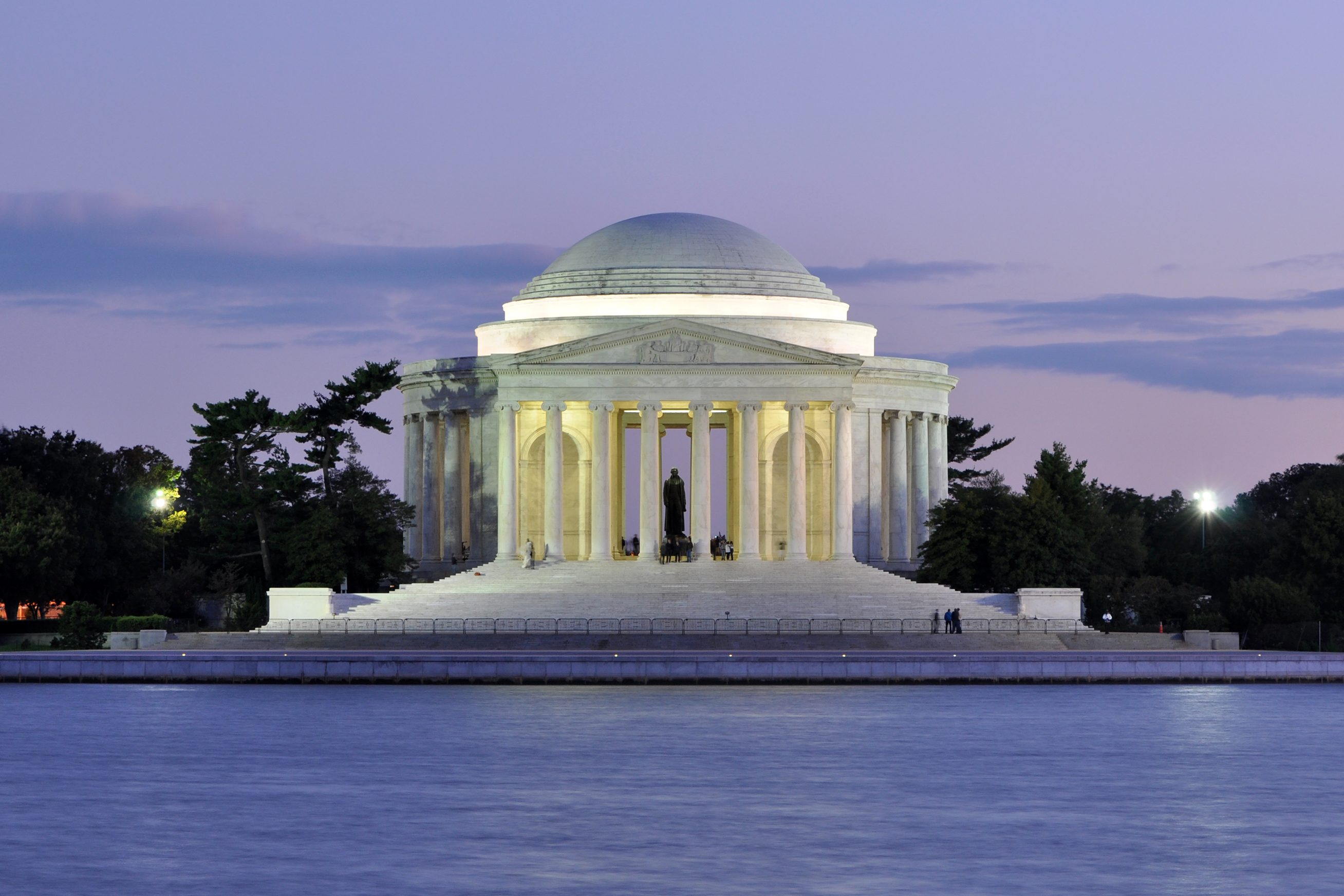
Jefferson Memorial

Washington possui seu próprio género musical nativo, chamado de go-go, um derivado do rhythm and blues. Chuck Brown, bem como a banda Experience Unlimited, ambos originários de Washington, tornaram o go go nacionalmente conhecidos durante a década de 1980.[carece de fontes?]
Washington também foi um importante centro no desenvolvimento do punk rock nos Estados Unidos. Bandas de punk de Washington famosas incluem Fugazi, Bad Brains, e Minor Threat. Residentes de Washington, D.C. continuaram a suportar bandas de punk muito tempo após o auge da popularidade do punk nos Estados Unidos. O indie rock também possui uma rica história na região de Washington.[carece de fontes?]
Diversas séries de televisão utilizam o Distrito de Colúmbia como cenário principal. A maioria destas séries está relacionada com o governo americano (The West Wing) ou com organizações de segurança (The District, Get Smart). Outros programas dão ao Distrito um foco secundário, com histórias que não estão sempre relacionadas com a infraestrutura do governo, tanto no Distrito de Colúmbia como no país (como Murphy Brown, Capitol).[carece de fontes?]

### Lugares históricos e museus
Washington possui cerca de 150 parques. O maior e mais conhecido deles é o National Mall, um parque que possui 3 km de comprimento. Uma atividade comum no verão é nadar ou velejar no Rio Potomac ou na Baía Chesapeake. O Cume do Capitólio (Capitol Hill), que possui 24 metros de altitude, é um morro localizado próximo ao centro geográfico de Washington. O Jardim Botânico dos Estados Unidos, um jardim botânico que exibe cerca de 10 mil espécies diferentes de plantas. O National Mall é um grande parque localizado no centro de Washington. Possui 3 km de comprimento, esticando-se desde o Capitólio dos Estados Unidos até o Memorial de Lincoln. Foi inaugurado no começo do século XX. Nele estão localizados o Smithsonian Institution, um complexo de museus e parques, e a Casa Branca, inaugurada em 1 de novembro de 1800 como residência oficial e o principal local de trabalho do presidente dos Estados Unidos.[carece de fontes?]
Entre os principais monumentos e memoriais da capital estadunidense está o Monumento de Washington, um obelisco dedicado a George Washington, e parte da National Mall. Foi inaugurado em 1888, e possui 169,29 metros de altura, sendo a estrutura mais alta da cidade. Uma lei do Distrito proíbe a construção de edifícios mais altos do que o Monumento de Washington. O obelisco contém um observatório no topo, onde turistas podem ver praticamente toda a cidade. O Lincoln Memorial, um monumento de granito, dedicado a Abraham Lincoln, presidente foi assassinado em 1865, no Ford's Theatre.[carece de fontes?]

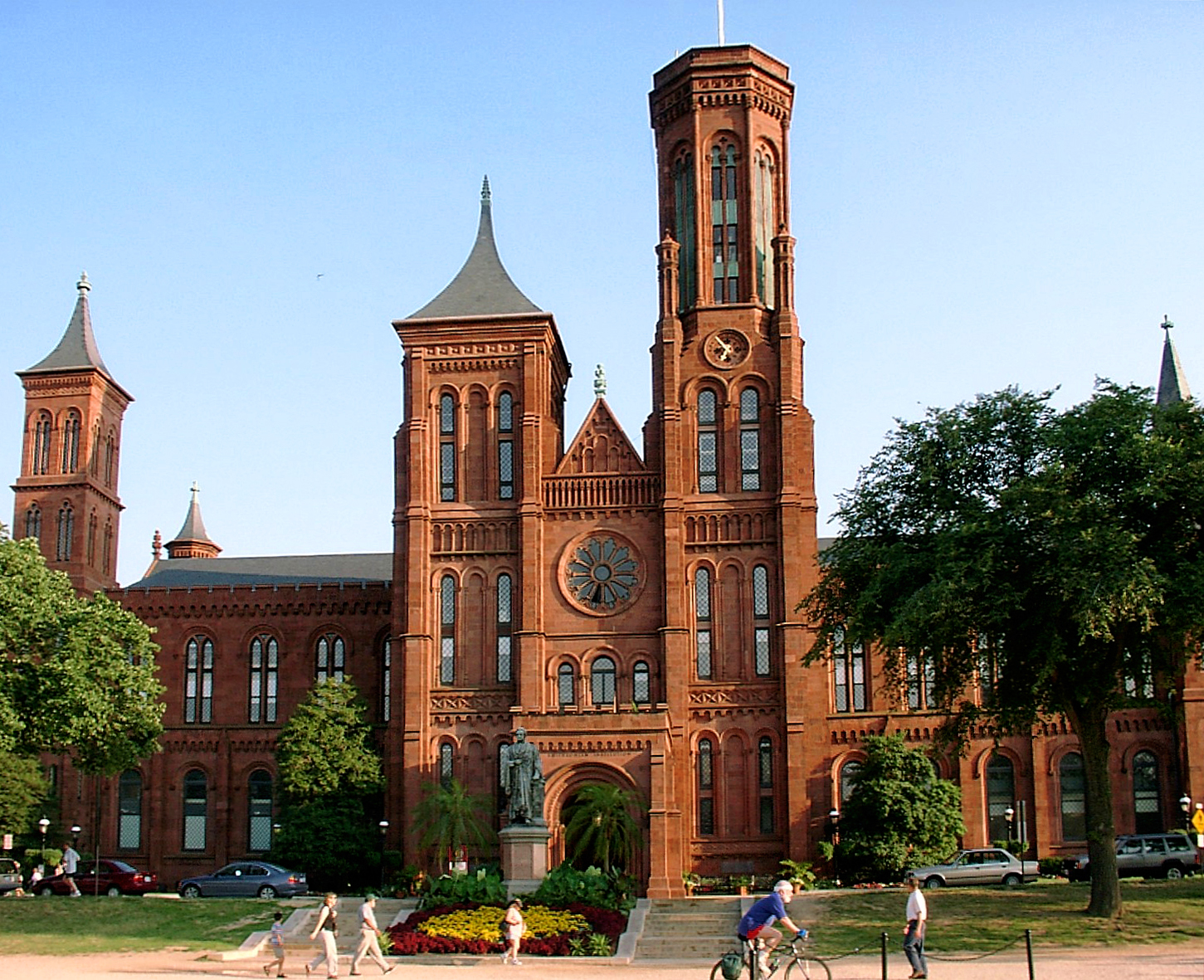
O Smithsonian opera 19 museus

O Jefferson Memorial, dedicado a Thomas Jefferson. O Roosevelt Memorial, dedicado a Franklin Delano Roosevelt. O National World War II Memorial, um memorial de guerra, dedicado aos soldados que serviram na Segunda Guerra Mundial. O Korean War Veterans Memorial, dedicado às pessoas que serviram na Guerra da Coreia. O Vietnam Veterans Memorial, dedicado às pessoas que serviram na Guerra do Vietnã.[carece de fontes?]
A cidade também possui vários museus e instituições culturais, a Biblioteca Folger Shakespeare, localizada a leste do Capitólio dos Estados Unidos, abriga a maior coleção de obras do escritor inglês William Shakespeare do mundo. A biblioteca é privada, e muitas de suas raríssimas obras não podem ser vistas pelo público em geral (apenas por pessoas especializadas). Mesmo assim, esta biblioteca é um dos principais pontos turísticos da cidade. Já a Biblioteca do Congresso (Library of Congress) possui mais de 100 milhões de itens (livros, jornais, revistas, fotos, pinturas, vídeos, etc.) em 460 idiomas. O Ford's Theatre, famoso por ser o local onde o Presidente Abraham Lincoln foi assassinado, em 1865. Além de ser um teatro, é também um museu nos dias atuais. O John F. Kennedy Center for the Performing Arts, centro de artes que abriga a National Symphony Orchestra, a Washington National Opera, e uma variedade de outras performances musicais e teatrais. A Galeria Nacional de Arte possui um enorme acervo e é um dos principais museus do país.[carece de fontes?]
O Registro Nacional de Lugares Históricos lista 638 marcos históricos em Washington, DC. Os primeiros marcos foram designados em 15 de outubro de 1966 e o mais recente em 7 de dezembro de 2020. Dentre eles, 71 são nomeados Marco Histórico Nacional.

### Esportes

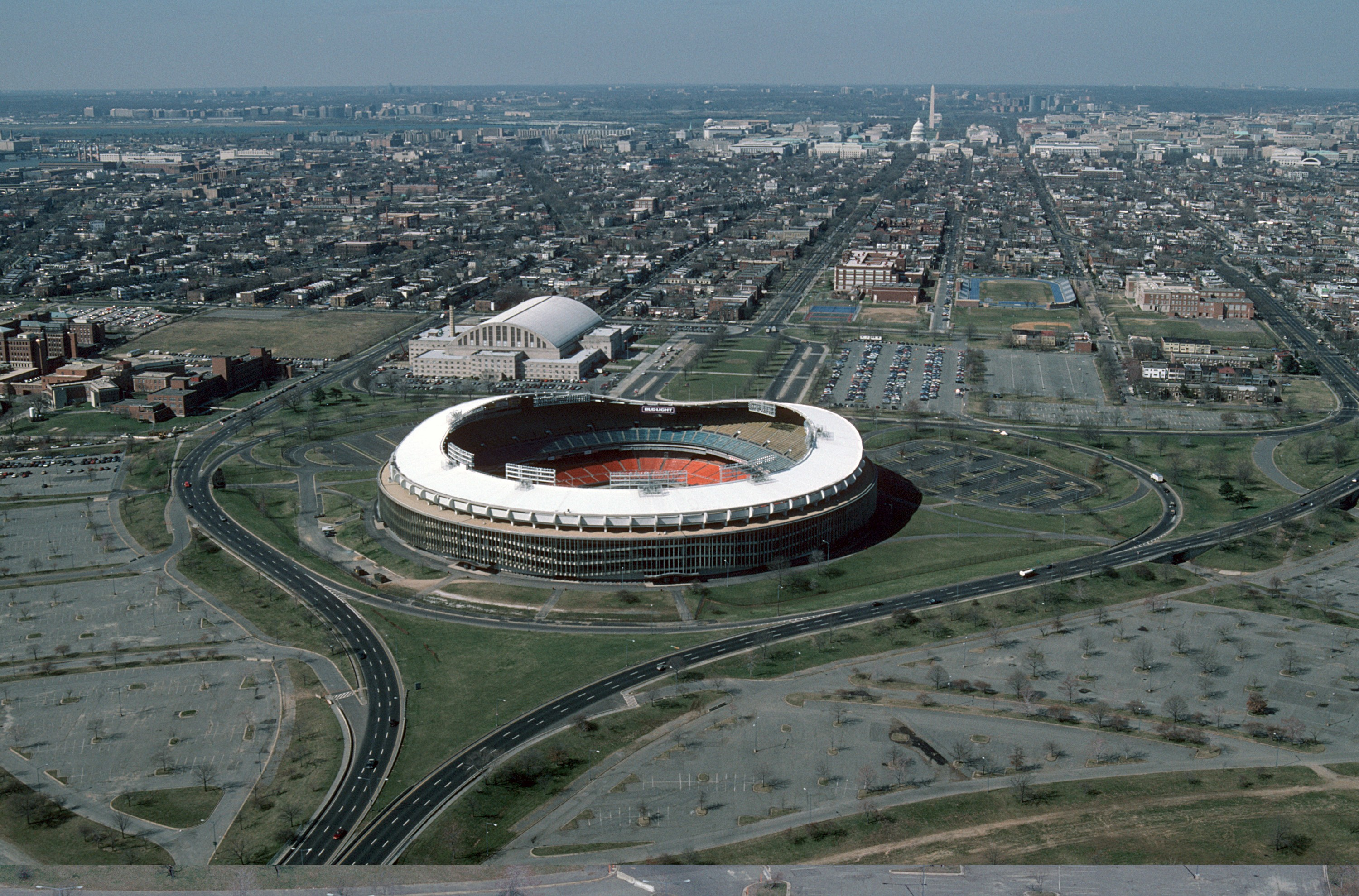
Robert F. Kennedy Memorial Stadium

Washington é a sede de vários clubes esportivos profissionais. O D.C. United é um time de futebol da Major League Soccer; o Washington Capitals é um time de hóquei no gelo da National Hockey League, o Washington Mystics é um time de basquete feminino da Women's National Basketball Association; o Washington Wizards é um time de basquete masculino da National Basketball Association; o Washington Nationals é um time de basebol da Major League Baseball e o Washington Commanders da National Football League.[carece de fontes?]
O Washington Nationals estabeleceu-se na cidade em 2005, sendo que anteriormente a equipe estava sediada em Montreal, com o nome de Montréal Expos, mudando de nome ao mudar de cidade. Durante o século XX, existiram duas equipes de basebol com o nome de Washington Senators, a primeira entre o início do século e a década de 1960, e a segunda durante o final da década de 1960. Estas equipes tornar-se-iam os atuais Minnesota Twins e Texas Rangers.[carece de fontes?]